# Ataliva
Ataliva es una localidad del departamento Castellanos en la provincia de Santa Fe, Argentina. Fundada a finales del siglo XIX, mantiene algunas de las características del resto de las colonias: es desde el comienzo una colonia netamente agrícola, con una población proveniente del proceso de inmigración, básicamente italiana. Es la décima localidad más poblada del departamento Castellanos después de Santa Clara de Saguier, y antes que Ramona; y la centésimo sexta de la provincia de Santa Fe, después de San Carlos Sud y antes que Maggiolo. En 2010 tenía una población de aproximadamente 2100 habitantes.
Ataliva fue fundada por el tucumano Ataliva Roca en 1884 en el área de la antigua estación del ferrocarril. Al no encontrarse en un buen lugar por la constante presencia de gauchos pendencieros, fue trasladada un kilómetro, a su emplazamiento actual.
Se halla situada a la vera de las rutas provinciales 13 y 62 S, y a 5 km de la Ruta Nacional 34, dista 107 km de la ciudad de Santa Fe, 263 km de la ciudad de Rosario, 316 km de Córdoba y 557 km de la Ciudad de Buenos Aires.
Tiene una superficie de 155 km², está situada a los 31° latitud y a los 61° longitud oeste. Limita al norte de Lehmann, al sur de Humberto Primo, al oeste de Galisteo y al este de Sunchales.
Está ubicada en plena llanura pampeana a una altitud de 89 msmn; el clima es cálido y templado, la temperatura media anual es de 18.6 °C, con una precipitación anual de 931 mm.
Su fisonomía urbana está caracterizada por una arquitectura de casas bajas, donde se destacan amplias calles, avenidas y veredas con una frondosa vegetación de árboles de distintas especies.
En cuanto a su economía destacan las actividades agrícolas y ganaderas ya que la mayor parte de la población rural se dedica a ellas.
La localidad de Ataliva es también conocida como la "capital del chorizo", debido a la fabricación de chorizos artesanales.

## Toponimia
Se cuenta que Segundo Roca sufre un accidente y es auxiliado por un cacique de nombre Ataliva. Cuando en 1839 nace su hijo (se ha casado con Agustina Paz), lo llama Ataliva Roca.
Ataliva Roca (San Miguel de Tucumán, 10 de mayo de 1839 – Buenos Aires, 21 de mayo de 1912). Hombre de negocios, político, progresista, servidor de la República, con quién Guillermo Lehmann mantuvo contactos relacionados con la actividad colonizadora del Oeste santafecino. Fue el hijo del Coronel Segundo Roca y hermano de Julio Argentino Roca.

## Geografía

### Ubicación
Se encuentra en Sudamérica, a 31° de latitud sur y 61° de longitud oeste en se ubica en el centro oeste de la provincia de Santa Fe. Dista 107 km de la ciudad de Santa Fe, a 263 km de Rosario, a 316 km de Córdoba y a 557 km de la Ciudad de Buenos Aires (Capital de la República Argentina).

### Límites
Limita a 16 km al norte de Lehmann; a 20 km al sur de Humberto Primo; a 13 km al oeste de Galisteo y a 16 km al este de Sunchales.
Tabla de límites

| Noroeste: Sunchales y Humberto Primo | Norte: Humberto Primo | Noreste: Humberto Primo |
| Oeste: Sunchales                     |                       | Este: Galisteo          |
| Suroeste: Sunchales                  | Sur: Lehmann          | Sureste: Galisteo       |

### Hidrografía
Se ubica dentro de la cuenca del arroyo Cululú que es el principal colector de varios afluentes y desemboca en el río Salado, al noroeste de la ciudad de Esperanza. 
El arroyo Sunchales nace en la ciudad del mismo nombre y atraviesa gran parte de tierras agrícolas, recibiendo aportes de arroyos y cunetas. El arroyo atraviesa el sector norte (ya zona rural) de la ciudad en sentido oeste a noreste y a 5 km al norte del centro de la ciudad.

### Relieve
La localidad se encuentra en su totalidad en la región pampeana a 89 m s. n. m., se observará que el relieve se mueve en suaves colinas, con el horizonte en una sinuosidad suave por no decir que parece casi completamente recto, con las interrupciones lógicas de un terreno ondulado o deprimido en las cercanías de los arroyos y los canales, en donde se presentan amplios pastizales.

### Clima
El clima de Ataliva es clima subtropical húmedo (Cwa en la clasificación Koppen), clima también conocido como pampeano. Los veranos son cálidos, húmedos e inviernos frescos. Los vientos del este y del oeste son raros, de corta duración y poca intensidad. En primavera soplan con fuerza creciente principalmente del norte y el noreste a medida que un centro de depresión ciclónica se define en el frente polar. En el verano frecuentemente se producen tormentas eléctricas con viento y granizo.
Hay precipitaciones durante todo el año. Hasta el mes más seco aun tiene mucha lluvia. La temperatura media anual se encuentra a 18.6 °C. La precipitación es de 931 mm al año.
El mes más seco es julio, con 25 mm. 147 mm, el mes que más lluvias tiene es marzo.
El mes más caluroso del año con un promedio de 25.2 °C es enero. El mes más frío del año es de 12.1 °C en el medio de julio.
La diferencia en la precipitación entre el mes más seco y el mes más lluvioso es de 122 mm. Las temperaturas medias varían durante el año en un 13.1 °C. Es frecuente un fenómeno meteorológico que afectan a la ciudad: la sequía.
Los vientos más comunes de la región son el viento norte, seco y sofocante, el pampero o viento sur, frío, seco y violento que sopla del sudoeste y la sudestada, que es un viento húmedo.
Son frecuentes dos fenómenos meteorológicos que afectan a la ciudad: las inundaciones y la sequía.
El período de inundaciones suele darse a finales del verano durante los meses de febrero y marzo, cuando pueden llegar a llover más de 300 mm en un mes. Las inundaciones no se dan todos los años, y sus efectos pueden ser mitigados mediante la construcción de desagües y canales.
Las sequías, como la que sufre gran parte de la llanura pampeana desde 2007, afectan económicamente a la ciudad, ya que las mermas de producción agropecuaria influyen en la agroindustria atalivense.
Otros fenómenos meteorológicos destacables, aunque poco frecuentes, son los tornados y vientos huracanados. Por otro lado, la niebla durante el invierno es característica y el granizo es un fenómeno normal que, dada su poca intensidad y fuerza, raramente presenta problemas de consideración.
No hay registros de nevada en la localidad, aunque el 1 de agosto de 2011 cayó aguanieve.
| Parámetros climáticos promedio de Ataliva              | Parámetros climáticos promedio de Ataliva | Parámetros climáticos promedio de Ataliva | Parámetros climáticos promedio de Ataliva | Parámetros climáticos promedio de Ataliva | Parámetros climáticos promedio de Ataliva | Parámetros climáticos promedio de Ataliva | Parámetros climáticos promedio de Ataliva | Parámetros climáticos promedio de Ataliva | Parámetros climáticos promedio de Ataliva | Parámetros climáticos promedio de Ataliva | Parámetros climáticos promedio de Ataliva | Parámetros climáticos promedio de Ataliva | Parámetros climáticos promedio de Ataliva |
| Mes                                                    | Ene.                                      | Feb.                                      | Mar.                                      | Abr.                                      | May.                                      | Jun.                                      | Jul.                                      | Ago.                                      | Sep.                                      | Oct.                                      | Nov.                                      | Dic.                                      | Anual                                     |
| ------------------------------------------------------ | ----------------------------------------- | ----------------------------------------- | ----------------------------------------- | ----------------------------------------- | ----------------------------------------- | ----------------------------------------- | ----------------------------------------- | ----------------------------------------- | ----------------------------------------- | ----------------------------------------- | ----------------------------------------- | ----------------------------------------- | ----------------------------------------- |
| Temp. máx. abs. (°C)                                   | 39.5                                      | 38.4                                      | 37                                        | 33.5                                      | 32.8                                      | 29.5                                      | 31.5                                      | 33.2                                      | 36.8                                      | 36.2                                      | 36.8                                      | 38.9                                      | 39.5                                      |
| Temp. máx. media (°C)                                  | 32.1                                      | 31.4                                      | 28.9                                      | 24.2                                      | 21.5                                      | 17.8                                      | 18.4                                      | 20.4                                      | 22.4                                      | 25                                        | 28.8                                      | 30.8                                      | 25.2                                      |
| Temp. media (°C)                                       | 25.5                                      | 24.5                                      | 22.4                                      | 17.8                                      | 15.3                                      | 12.5                                      | 12.1                                      | 13.5                                      | 15.4                                      | 18.6                                      | 21.8                                      | 23.8                                      | 18.6                                      |
| Temp. mín. media (°C)                                  | 18.4                                      | 17.7                                      | 16                                        | 11.4                                      | 9.2                                       | 7.2                                       | 5.8                                       | 6.7                                       | 8.5                                       | 12.2                                      | 14.8                                      | 16.8                                      | 13.1                                      |
| Temp. mín. abs. (°C)                                   | 11.2                                      | 9.2                                       | 6.6                                       | 3.5                                       | -1                                        | -2                                        | -2.5                                      | -1.1                                      | 0.3                                       | 2.6                                       | 4.7                                       | 7.5                                       | -2.5                                      |
| Precipitación total (mm)                               | 120                                       | 96                                        | 147                                       | 84                                        | 50                                        | 26                                        | 25                                        | 32                                        | 54                                        | 81                                        | 100                                       | 116                                       | 931                                       |
| Días de precipitaciones (≥ 0.1 mm)                     | 4                                         | 3                                         | 4                                         | 3                                         | 1                                         | 1                                         | 1                                         | 1                                         | 2                                         | 3                                         | 3                                         | 5                                         | 31                                        |
| Horas de sol                                           | 288.3                                     | 240.1                                     | 229.4                                     | 210.0                                     | 186.0                                     | 159.0                                     | 173.6                                     | 204.6                                     | 216.0                                     | 244.9                                     | 276.0                                     | 291.4                                     | 2719.3                                    |
| Humedad relativa (%)                                   | 70                                        | 74                                        | 79                                        | 80                                        | 81                                        | 81                                        | 80                                        | 77                                        | 74                                        | 74                                        | 73                                        | 71                                        | 76                                        |
| Fuente n.º 1: Meoweather                               |                                           |                                           |                                           |                                           |                                           |                                           |                                           |                                           |                                           |                                           |                                           |                                           |                                           |
| Fuente n.º 2: Servicio Meteorológico de I. D. E. S. A. |                                           |                                           |                                           |                                           |                                           |                                           |                                           |                                           |                                           |                                           |                                           |                                           |                                           |

### Fauna y flora
Respecto a la fauna, podemos encontrar, entre otros:
- Aves: benteveo (o bicho feo), lechucita vizcachera, carancho, chingolo, gorrión común, hornero, lechuza, paloma, pijuís, cotorra argentina o monje, cardenal y tero.
- Artrópodos: arañas, escorpiones y hormigas, principalmente la hormiga roja (Formica rufa) y la hormiga negra cortadora (Acromyrmex lundii).
- Mamíferos: gatos, cánidos (perros y zorros) y roedores.

La fauna ictícola que se desarrolla en arroyos, lagunas y canales se destacan diversas clases de peces como: mojarra, sábalo, moncholo, dientudo, palometa y anguilla.
Respecto a la flora, podemos encontrar, entre otros:
ceibo, ombú, jacarandá, sauce, palo borracho, lapacho rosado y eucalipto

## Historia

### SigloXVIII
El territorio donde se encuentra emplazada la ciudad actualmente, al igual que todo el oeste santafesino, estaba habitado por tribus nómades. El único antecedente de población europea en la región fue la fundación de la ciudad de Sunchales en 1747 por los españoles. Esta ciudad superó los 1000 habitantes a finales del siglo XVIII, pero pronto entró en decadencia por el continuo hostigamiento de las tribus originarias del lugar.

### SigloXIX
Las primeras colonias rurales de inmigrantes tuvieron lugar bajo el gobierno de Justo José de Urquiza. La intención de los constituyentes, inspirados en la política de gobernar en América es poblar de Juan Bautista Alberdi.
Durante esta época la mayoría de inmigrantes se concentraron en las ciudades de Rosario y Buenos Aires, el resto migró hacia las ciudades del centro del país.
No solo la migración directa redundó en el aumento de la población; gran parte de los inmigrantes formó familias numerosas, un fenómeno natural en el campo, donde los hijos representan mano de obra disponible ya desde temprana edad. Así, las zonas más aptas para la agricultura recibieron directamente un mayor influjo de población, y mostraron luego además tasas más elevadas de crecimiento. De ese modo, las áreas más pobladas del país ocupan gran parte de las provincias de Santa Fe, Córdoba, Entre Ríos y Buenos Aires.
A finales del siglo XIX, la radicación del ferrocarril por todo el territorio argentino provocó que en cada estación de trenes que se construía, se fundaba una ciudad o se levantaba algún paraje, siendo de gran ayuda para la urbanización en todo el país.
La inmigración italiana fue la más numerosa en el periodo de la gran ola inmigratoria. La inmigración italiana en Argentina es una de las comunidades extranjeras más representativas.

#### Primeras colonias

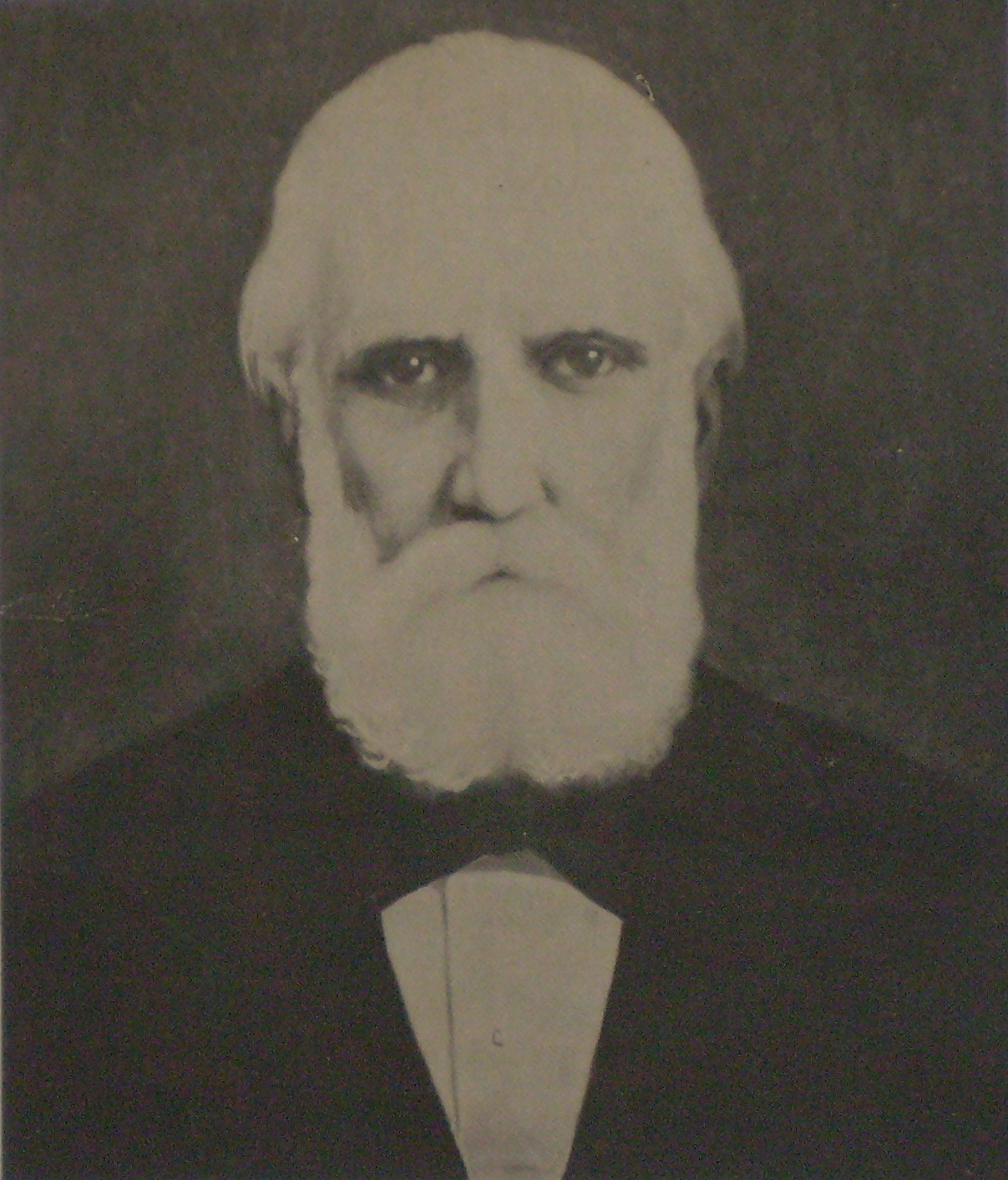
Aarón Castellanos, fundador de Esperanza.

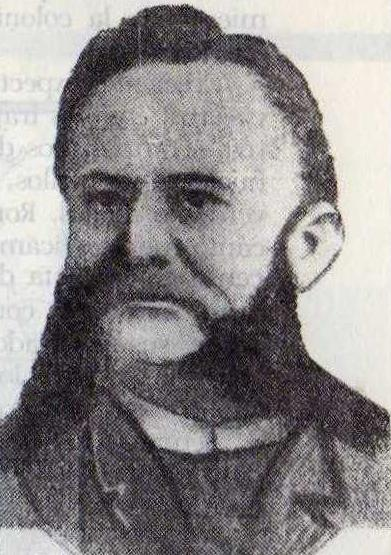
Guillermo Lehmann, fundador de Rafaela.

Esperanza, la primera Colonia agrícola del país, abrió sus puertas a la visión colonizadora del Oeste y Centro santafesino, mediante los buenos oficios de pioneros que posibilitaron la radicación de inmigrantes.
Doscientas familias colonizadoras que llegaron a esta geografía santafesina entre fines de enero y comienzos de febrero de 1856. Fueron suizos, alemanes, franceses, italianos, belgas y luxemburgueses. 
Pilar y Nuevo Torino, fueron fundadas en el año 1875 en una superficie de 480 concesiones, la primera en terrenos pertenecientes a Guillermo Lehmann, y la segunda en campos de éste y de don Fermín Laprade o Laprida. Los historiadores coinciden en que el nombre de esta localidad, responde al deseo de inmigrantes italianos, provenientes de Turín de recordar al pueblo como un nuevo y entrañable pedazo de su patria.
Felicia fue fundada en 1877 en terrenos pertenecientes a don Pedro Palacios sobre 464 concesiones.
Bella Italia fue fundada por Camilo Aldao en 1881 sobre 480 concesiones e integra, en cuanto a la fecha, varias Colonias establecidas en esta zona del hoy departamento Castellanos.
Sus primeros habitantes fueron inmigrantes italianos que se asentaron al sur de la colonia, estos pusieron el nombre de Bella Italia al paraje en homenaje a su país de procedencia.
Rafaela fue fundada en el año 1881, por la empresa de Guillermo Lehmann sobre terrenos propiedad de Saguier y Quintana.
La provincia de Santa Fe estaba integrada por nueve departamentos conformada de la siguiente forma: La Capital, Las Colonias, San Javier, San Jerónimo, Iriondo, San Lorenzo, General López, San José y Rosario. Una ley del 31 de diciembre de 1890 elevó a 18 el número de departamentos:
La Capital (se subdividió en: La Capital, San Justo, Vera), Las Colonias (se subdividió en: Las Colonias, Castellanos, San Cristóbal), San Javier (se subdividió en: San Javier, Reconquista), San Jerónimo (se subdividió en: San Jerónimo, San Martín), Iriondo (se subdividió en: Iriondo, Belgrano), San Lorenzo (se subdividió en: San Lorenzo, Caseros), General López (se subdividió en: General López, Constitución), San José: pasó a denominarse Garay, en tanto Rosario no se dividió.

#### Fundación de Ataliva

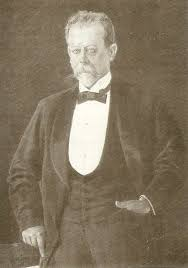
Ataliva Roca fundador de Ataliva.

La colonia Ataliva fue fundada el 21 de febrero de 1884 por la sociedad que integraban: Ataliva Roca, Gregorio Torres, Marcelino Mezquita y José María Nuñez en tierras que les fueron compradas al doctor Manuel Zavalla, las tierras que se extendían desde Sunchales hasta Los Corrales, con el propósito de establecer familias de colonos. En 1891 la Señora Ángela de la Casa de Lehmann compra a Ataliva Roca y Gregorio Torres las dos terceras partes del campo correspondiente a la Sociedad Fundadora.
La Ley de Colonización disponía que los fundadores debían destinar a cada centro de población los terrenos necesarios para: templo, escuela, juzgado de Paz, hospital, lazaretos y plazas públicas. En los pueblos se debían dejar espacios de 200 metros de ancho para calles delineando manzanas no menores de 100 metros de lado.
En el año 1887 los vecinos solicitaron la creación de un juzgado de Paz. El gobierno provincial entendió que era justo satisfacer el pedido y decretó su creación el 11 de junio de 1887, nombrando a Luis Dardatti como autoridad.
La colonización agrícola, como parte de un proceso de desarrollo, significó un jalón de verdadera importancia en la evolución histórica y económica de este pueblo. Posibilitó el afincarse poblaciones europeas dedicadas a la agricultura: la inmigración provenía de las zonas menos desarrolladas de Europa.
En el Departamento Castellanos y en el de San Justo, el proceso colonizador correspondió al llamado periodo de colonización particular. En nuestro departamento, el poblamiento tuvo su origen en una expansión de la colonia de Esperanza. El impulso colonizador tuvo una figura brillante en la persona de Guillermo Lehmann, quien forma sociedades con terratenientes y en pocos años surgen colonias agrícolas, teniendo como cabecera la actual ciudad de Rafaela.

#### Compra de terrenos
Muchos inmigrantes llegaron a Pilar, Nuevo Torino y Felicia, en donde trabajaron con fervor y tesón, comenzando así la gesta que los habría de llevar en poco tiempo a ser propietarios y auténticos colonos en Ataliva y colonias vecinas.
La gran mayoría de inmigrantes radicados en Ataliva adquieren tierras desde julio a diciembre de 1884. Generalmente son cuatro concesines (cada una mide 500 por 625 metros) y se cierra la operación en las oficinas de Guillermo Lehmann, ubicadas en Esperanza.

##### Traslado de los pobladores
Ataliva fue fundada en el área de la antigua estación del ferrocarril, por la presencia de gauchos pendencieros, como lo destacan los pobladores cuando piden el nombramiento de un juez de paz, o porque el trazado del pueblo se ha dispuesto en otro sitio, Ataliva se va formando orgánicamente a unos 1000 metros de ese lugar primitivo. Algunos colonos, incluso aquellos que compraron en el pueblo, a fines del siglo venden parte de lo adquirido y otros lo pierden por no poder pagar las cuotas adecuadas. No obstante aquello que fue es actualmente el sector rural.

#### 1886 a 1890

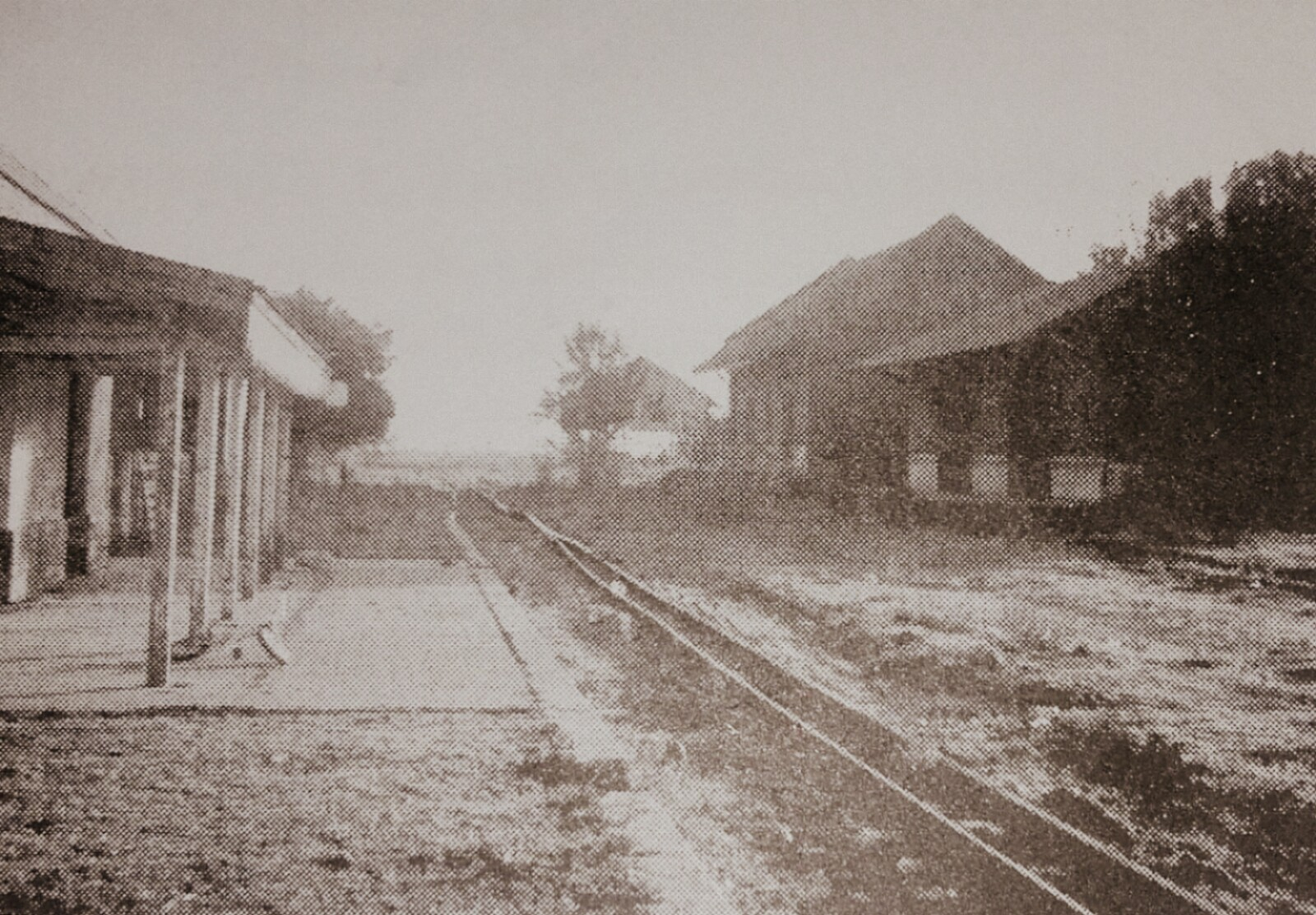
Antigua estación de trenes de Ataliva.

Desde Santa Fe partió hacia Esperanza, San Carlos y Pilar, el ferrocarril de Las Colonias para cubrir una distancia de cien kilómetros.
Al poco tiempo, desde esta última estación partió una prolongación a Rafaela y Lehmann.
En el año 1886 se siguió el tendido hacia San Cristóbal, pasando por Ataliva, Humberto Primo y demás localidades.
La firma Hume Hnos. apoderados de la empresa John G. Meiggs and Son -Co de Londres presentaron al gobierno planillas de ubicación de estaciones, figurando Ataliva en el kilómetro 120 de la línea con una estación de tercera clase.
Es interesante decir que entre los pueblos, se tendían servicios de "mensajerías" gestionando, los particulares y las autoridades gubernamentales pertinentes.
Antes de que se cumplan los cien años de la llegada del ferrocarril a su zona, las personas debieron asistir a la suspensión de los trenes y lamentar el desmantelamiento de su estación con total abandono.
Debido a la gran parcelación de la tierra y agrupamiento de familias en el ejido urbano, se hacía necesario contar con una autoridad en la Colonia que se ocupara del orden en general, sin tener que depender del distrito Lehmann.
Es así que un grupo de caracterizados vecinos se dirigieron por nota al jefe de Policía del departamento Las Colonias

Ya existen más de 300 habitantes, cinco o seis negocios, se abonan patentes y contribuciones; lo que hace falta es una Autoridad que se haga valer, para no verse amenazados por puñales o revólveres. Los que llegan a la pulpería con facones y armas no respetan los avisos de la Autoridad de Lehmann. Hay peleas, juegos prohibidos, constantes desórdenes…

El 11 de junio de junio de 1887 se crea el Juzgado de Paz y Don Luis Dardatti será el primero en cubrir el cargo.
| Etnias en Ataliva (1887) | Etnias en Ataliva (1887) | Etnias en Ataliva (1887) | Etnias en Ataliva (1887) | Etnias en Ataliva (1887) |
| ------------------------ | ------------------------ | ------------------------ | ------------------------ | ------------------------ |
| Etnias                   | Etnias                   |                          | Porcentaje               | Porcentaje               |
| Italianos                | Italianos                |                          | 80 %                     | 80 %                     |
| Argentinos               | Argentinos               |                          | 16 %                     | 16 %                     |
| Suizos                   | Suizos                   |                          | 4 %                      | 4 %                      |

Dada la fuerte inmigración, según datos del censo de 1887 Ataliva tenía 564 habitantes.
Corría 1886 cuando se tendió, partiendo de Lehmann, la línea férrea a San Cristóbal, pasando por Ataliva , construido por una empresa inglesa. La Estación se convirtió en un centro de intenso tráfico por lo que el juez de paz solicitó el Ministerio de Gobierno, por una nota del 23 de abril de 1890, en la cual se leía "que se nombrara un comisario de la Estación, proponiendo para el cargo al joven Andrés Fiori, debido al mucho tránsito y trabajo que se despliega en el lugar".

#### 1890 a 1900
A medida que la Colonia se va haciendo grande se va estabilizando su vida de trabajo y producción, por lo que hace necesaria la independencia administrativa, y en ese sentido desembarca del Distrito Lehmann para convertirse en Distrito Ataliva.
Por decreto del 26 de noviembre de 1892 la Provincia crea el Organismo Comunal. Lo compondrán Nadal Martinotti, José Toselli y Andrés Fiori.
La Primera Comisión solicita indicar los lugares en el plano del pueblo ya que Ataliva pertenecía al grupo de Colonias cuyos planos no han sido presentados para la aprobación.

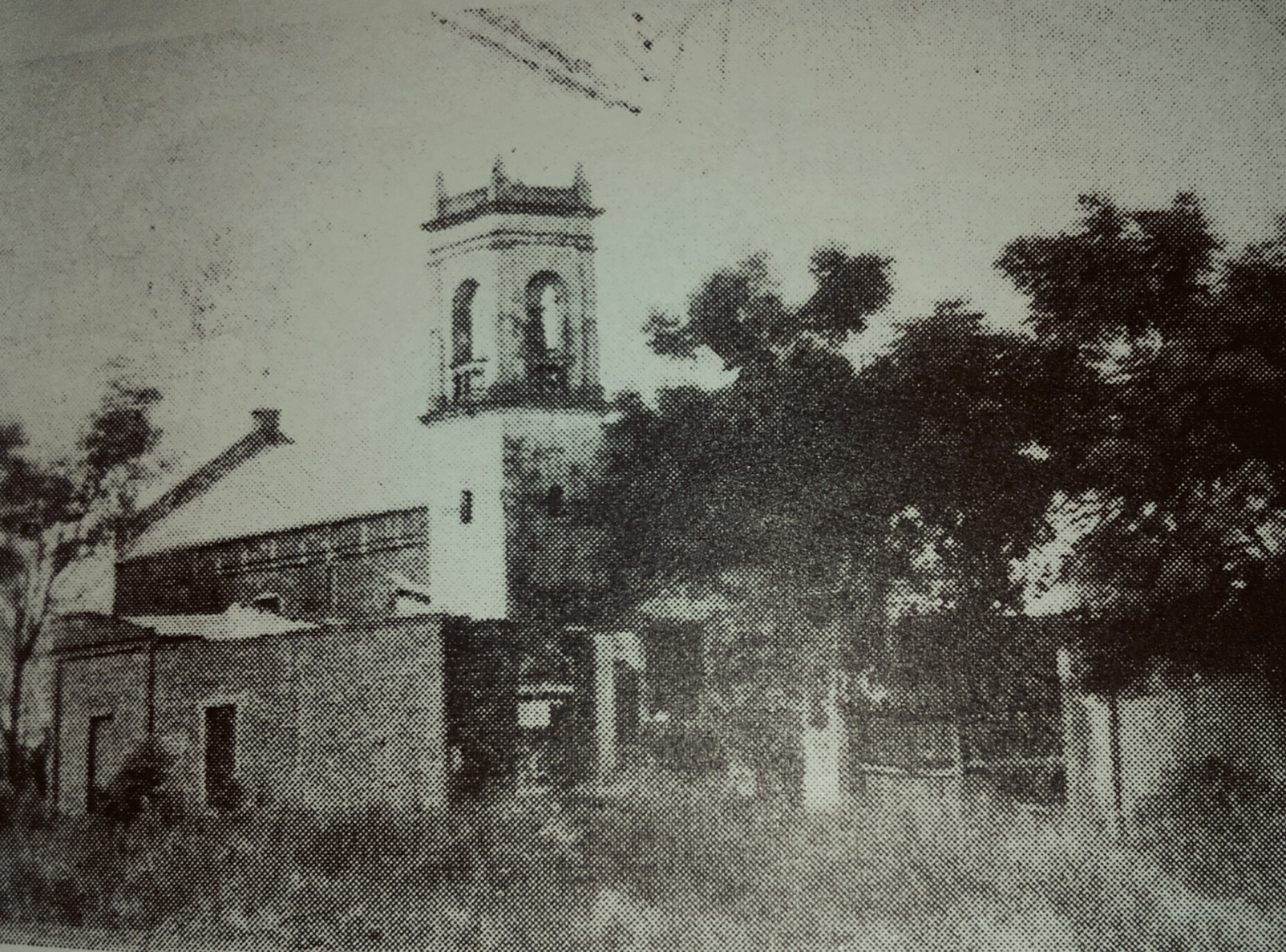
Construcción de la Parroquia San Roque.

El 8 de marzo de 1893 se dirigían al Ministerio de Agricultura, Justicia e Instrucción Pública de la provincia en estos términos: "Nos es grato poner en conocimiento de S. S. que esta colonia carece en una suma necesidad de una capilla para su población tan crecida y ser esto, el primer elemento más necesario para el adelanto de un pueblo: hemos resuelto pedir S. S. autorización para nombrar una comisión de las personas más honorables de ésta, para fundar el trabajo, recibir las donaciones, que para el efecto se han comprometido varios y solicitar a la Sra. Viuda de Lehmann la escritura del terreno que ha donado para esta capilla, quien se rehúsa dar escritura mientras no se nombre comisión autorizada por S. S."; firma nota el Sr. Andrés Fiori.
El 30 de abril de 1893 el Sr. Juan Stoessel, apoderado de Lehmann, Mesquita y Muñiz, dona para la Comisión de Iglesia de Ataliva los solares A y C de la manzana n°130 del plano general con las siguientes medidas: 100 m de norte a sur, por 50 m de oeste a este, lindando al norte con la Plaza 25 de mayo, al este la mitad de la misma manzana, al sur, camino por medio, con la manzana n°132.
En el año 1895 Ataliva llegó a tener 1958 habitantes.
En tanto no estuvo creada la escuela oficial, y aun estándola, hubo personas con instrucción suficiente que se dedicaron a enseñar a escribir y leer a los niños de la Colonia. 
En el año 1899 fue creada la "Escuela Mixta de la Colonia".

### SigloXX

#### 1900 a 1920
En 1900 Adolfo Alvarado es elegido presidente comunal, Carlos Battaglia será Tesorero y Tomás Alesso se desempeña como Vocal. 

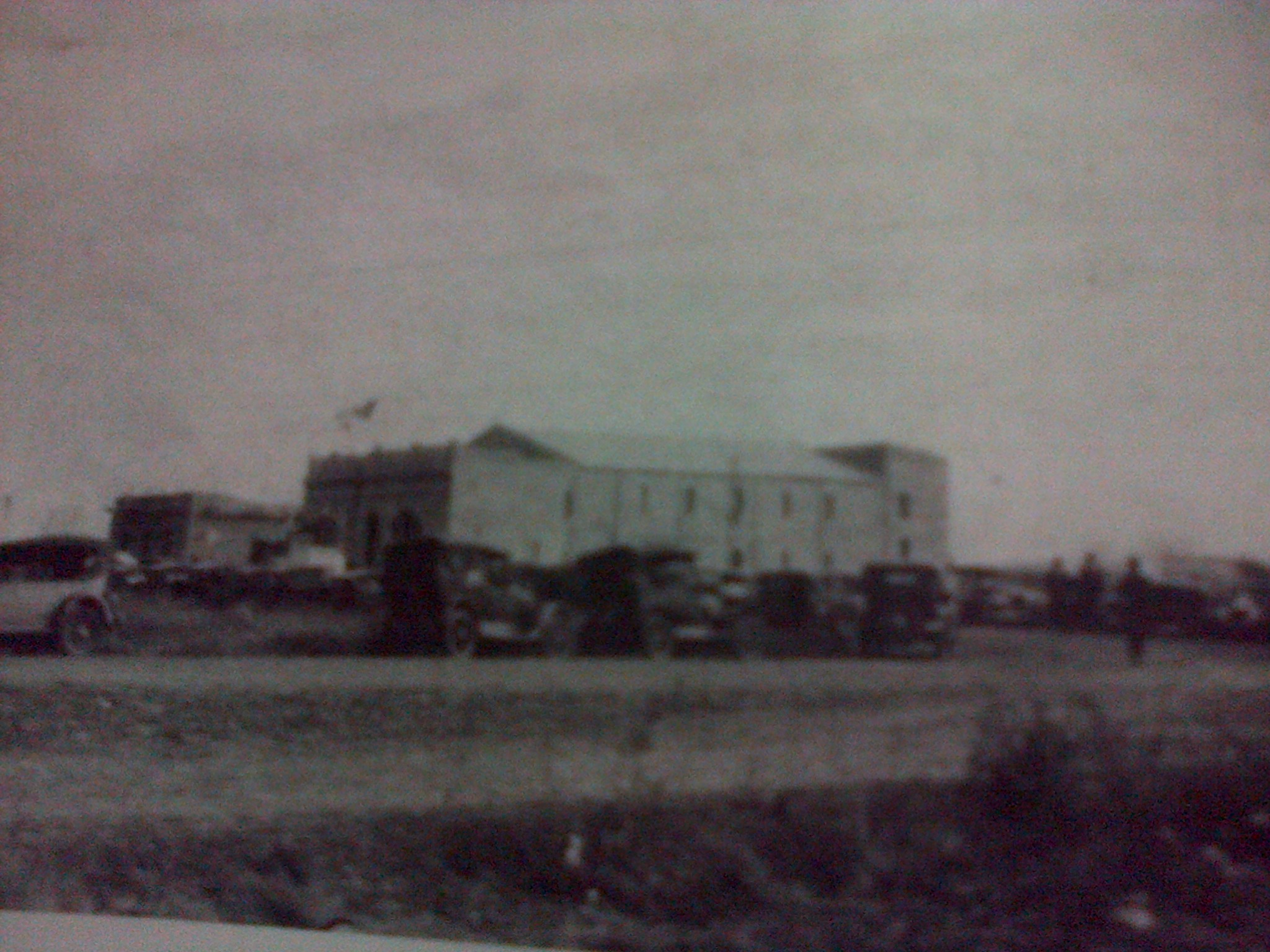
Sede de la Sociedad Italiana en 1928

La Sociedad Italiana de Socorros Mutuos "Patria y Trabajo" fue fundada el 1° de junio de 1913 en Ataliva, Provincia de Santa Fe con el objetivo de brindar un ámbito de colaboración recíproca entre sus asociados. Esta loable metodología fue muy común entre los colonos provenientes de Italia, que una vez arraigados en su terruño adoptivo, dieron origen a numerosas instituciones promotoras del bien común, que se convirtieron en verdaderos baluartes sociales y culturales en los albores del siglo XX.
En el censo de población de 1914 la población de Ataliva desciende a 1803 habitantes.
El 11 de marzo de 1920 se reúne la Comisión Interina con la finalidad de construir una Biblioteca Popular, el acto de inauguración oficial tiene lugar el 9 de julio de 1920.

#### 1920 a 1940
El 8 de enero de 1920 asume como Presidente Comunal el señor Pedro Guiraudo.
José Ronco es el nuevo gobernante de Ataliva asumiendo el 15 de enero de 1922.

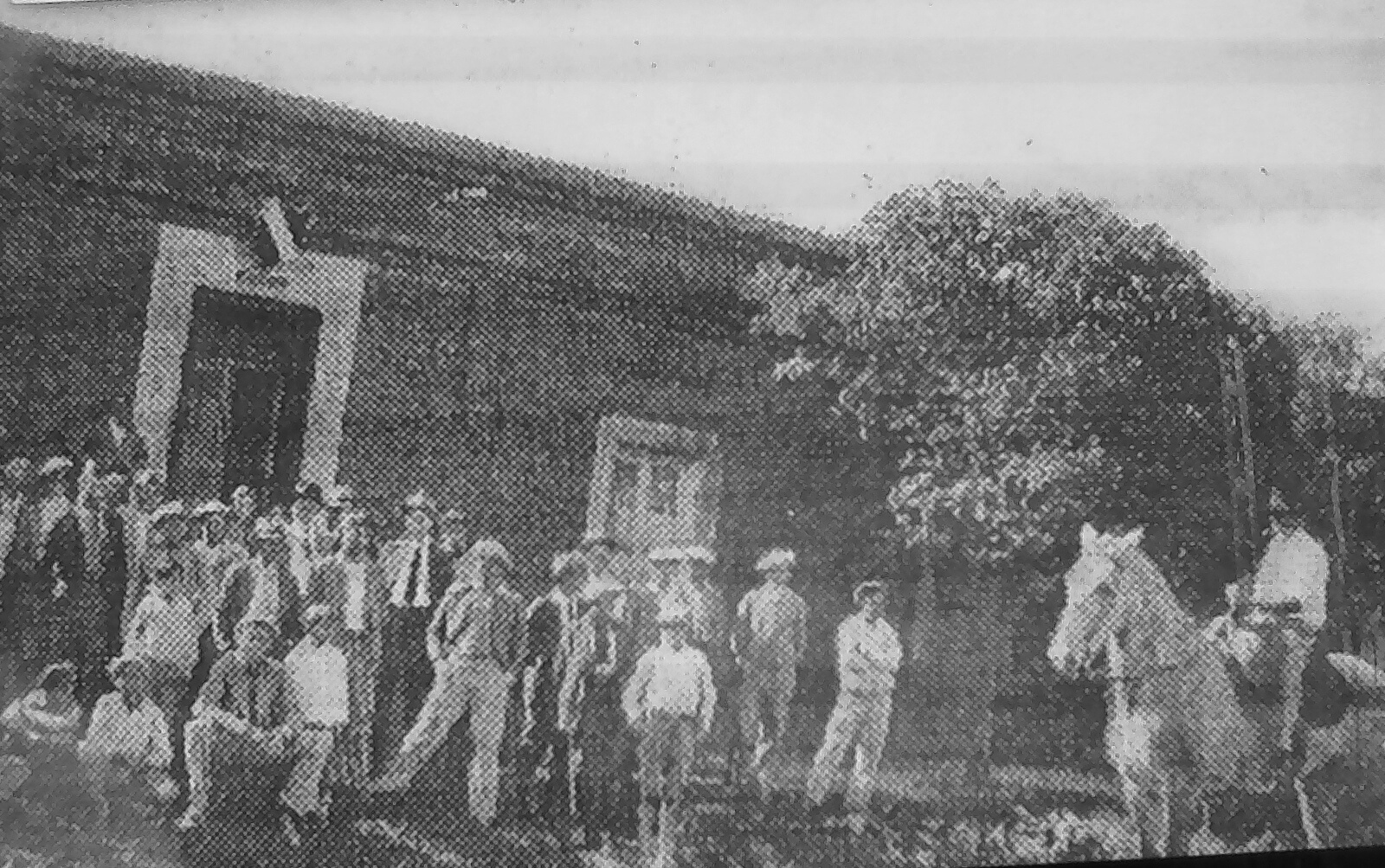
Fundadores de Independiente de Ataliva en la secretaría del Club, ubicada en la casa de Miguel Ronco.

Se fundó el 3 de diciembre de 1922 el Club Deportivo Independiente por un entusiasta grupo de jóvenes para fundar un club deportivo para dedicarse al entrenamiento de fútbol y demás ejercicios físicos.
El censo realizado en 1933 arroja un resultado de 1703 habitantes.
En su tercer mandato Alejo Guglielmone es elegido Presidente Comunal el día 1 de enero de 1938.

### SigloXXI

#### 2000 a la actualidad
Durante la presidencia de Hermelindo Picca en el año 2002 se firma el Acta del Hermanamiento en el salón de la Sociedad Italiana con el alcalde de Pancalieri. Se inaugura un monolito en la Avenida 25 de Mayo, cuyo diseño es de la Profesora Adriana Antinori de Rassetto.
Al siguiente año viaja la delegación de Ataliva a Pancalieri para la reafirmar del Hermanamiento.
En diciembre de 2007 ganó, con un 80 %, las elecciones comunales Fabio Sánchez, una de las obras más importantes fue la colocación del tanque de agua potable.
En 2008 se amplía la planta recicladora de residuos eliminando el basural.
En el año 2009 comienzan las obras de una rotonda en el cruce de las Rutas 13 y 62S para ofrecer seguridad en ambas carreteras, ya que el primer proyecto fue de pavimentar una intersección en forma de cruz.
En julio se recibe la ordenanza n.º 560 de la Comuna Local declarando al Edificio de la Sede Social “Monumento Histórico de Ataliva”.
También en 2009 fue adoptado el actual escudo de la localidad. El escudo fue diseñado por Lara Cipollatti y Pablo Allasia a través de un concurso presentado por la Comisión de Cultura Comunal para la creación de un escudo oficial para la localidad.
En el 2010 la ciudad tenía 2065 habitantes superando el récord del año 1895 (1958 habitantes).
En el 2012 por iniciativa del senador Alcides Calvo la Cámara de Senadores declaró de Interés el 10.º Aniversario del Hermanamiento.
Se inaugura el "Paseo del Hermanamiento" con descubrimiento de placas y palabras del Presidente Comunal Fabio Sánchez y del Síndaco de Pancalieri Fiorenzo Gamna.
En el 2013 se declara al edificio de la Sociedad Italiana "Monumento Histórico Provincial" por el centenario de la institución.
Debido a constantes hechos de robo en el 2014 se crea La Guardia Urbana de Ataliva.

## Estructura urbana

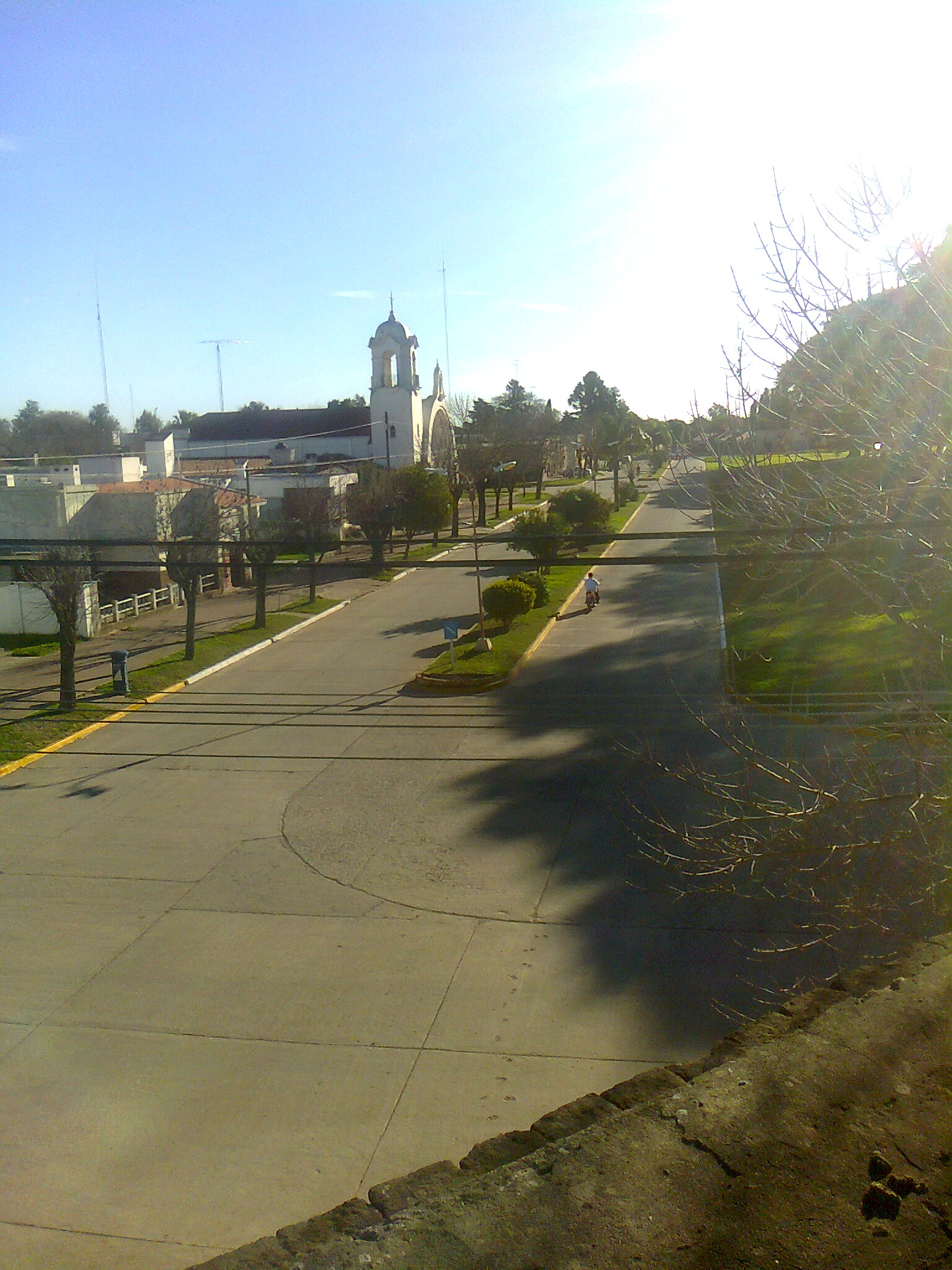
Casas alrededor de la plaza.

La ciudad evolucionó a partir de corrientes inmigratorias pertenecientes a la cultura italiana y, en consecuencia, han creado un remarcado eclecticismo que se evidencia en su arquitectura.

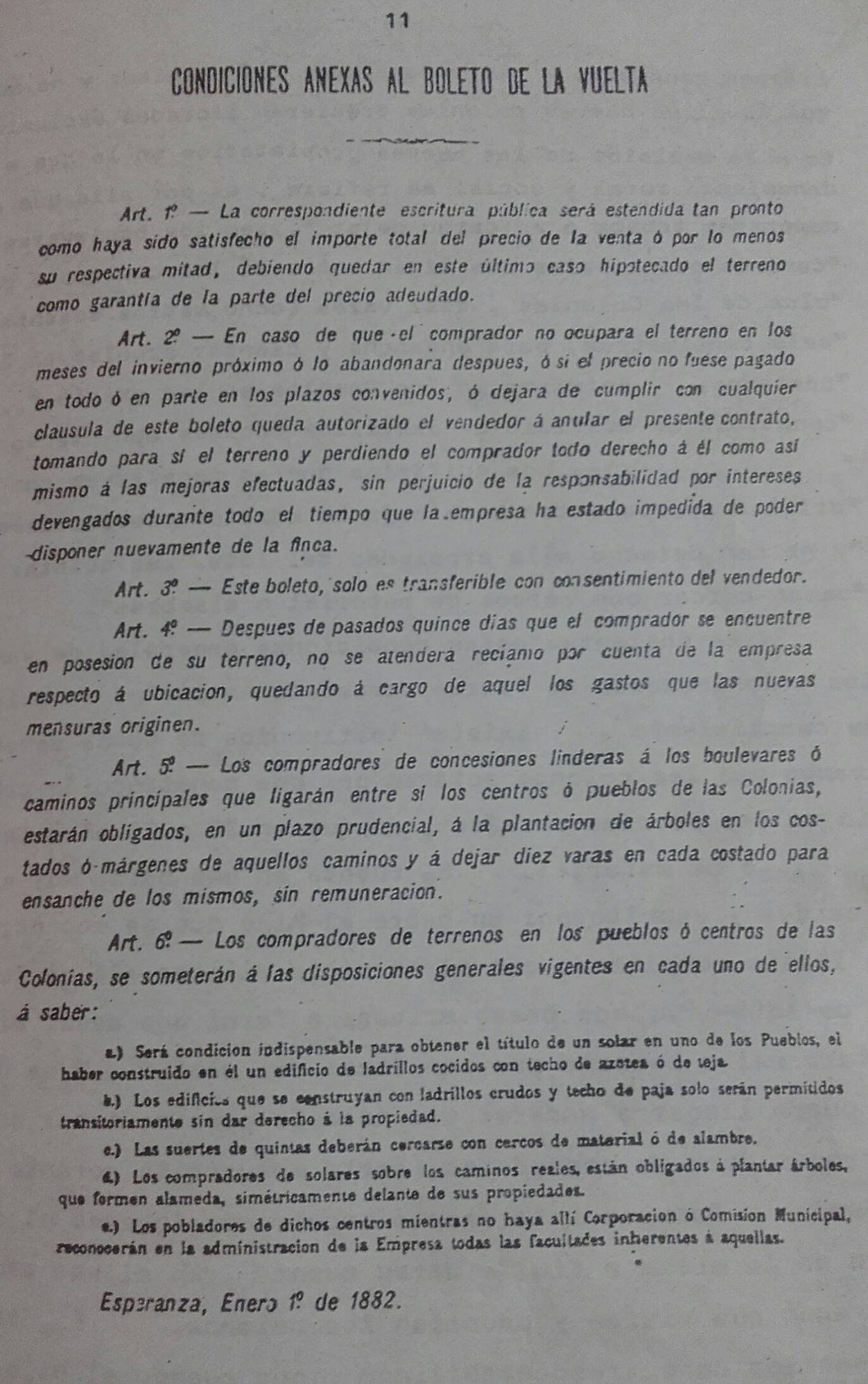
Condiciones anexas a los propietarios del terreno.

El colonizador fue previsor y no quiso que aquellas nuevas colonias crecieran liberadas exclusivamente a la decisión de los nuevos propietarios en lo que ordenamiento rural y social se refiere, es por ello que el comprador romaba a su cargo dejar "... en los boulevares y caminos principales que ligan entre sí los centros o pueblos de las colonias, diez varas (ocho metros sesenta y seis centímetros) para ensanche y plantar árboles en los costados." Asimismo en los pueblos se les exigía "...construir un edificio de ladrillos cosidos con techo de azotes o tejas. Los edificios que se construyan con ladrillos crudos y techo de paja se admiten provisoriamente y no dan derecho a la propiedad del lote. Las quintas se deben cercar con cerros de material o alambres."
No obstante estas condiciones generales de venta, los colonizadores no fueron demasiado estrictos en exigir su cumplimiento. Existen testimonios de época demostrando que los colonos optaban por una construcción precaria en los predios rurales, aunque en veinte o veinticinco años levantaron casas de material.
La disposición de la ciudad es en damero con una plaza central de cuatro manzanas de extensión y cuatro avenidas que nacen en ella. La geografía urbana es homogénea, sin diagonales.
Ataliva mantiene un perfil de casas bajas, el punto de origen del pueblo es la Plaza 25 de Mayo, alrededor de la cual se encuentran el edificio de correo, la Parroquia San Roque y la Sociedad Italiana, un emblemático edificio de viviendas.

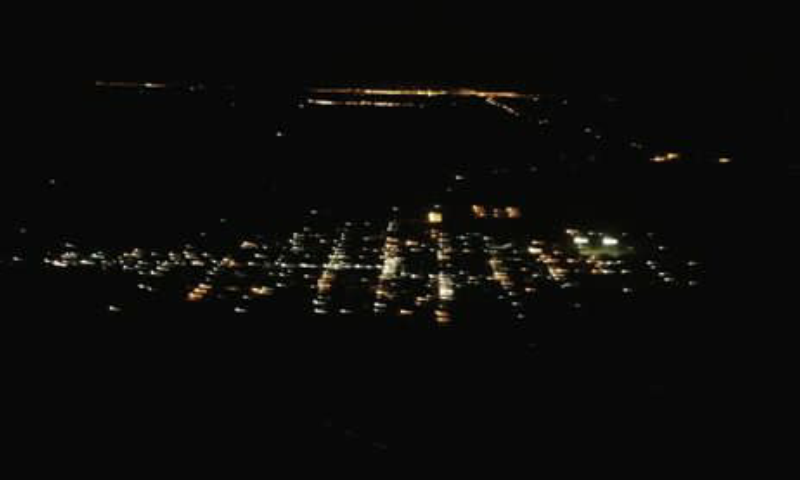
Vista aérea de la ciudad.

Alrededor de la plaza, sobre las calles se encuentra una gran cantidad de edificios antiguos entre ellas se encuentra la Sociedad Italiana de Ataliva, el valor arquitectónico y patrimonial del edificio ha sido valorado de tal manera que fue declarado como "Monumento Histórico Provincial".
Sobre la Avenida 25 de Mayo se encuentran una gran variedad de comercios, dentro de la plaza 25 de Mayo se ubica la Terminal de Colectivos y la base de operaciones de la Guardia Urbana (GUATA), sobre la calle Lavalle se encuentra el edificio comunal, en la calle Dorrego se localiza el Club Deportivo Independiente de Ataliva, en la calle Sarmiento se encuentra la comisaría y el Juzgado de Paz, la Parroquia San Roque se ubica en la Avenida 9 de Julio, entre las calles Moreno se encuentra el Correo Argentino, en la calle Alem se puede encontrar la Biblioteca Popular y en la Avenida Independencia el Paseo del Hermanamiento y el Centro Comunitario de Integración Social.
Su fisonomía urbana está caracterizada por una arquitectura de casas bajas, donde se destacan amplias calles, avenidas y veredas con una frondosa vegetación de árboles de distintas especies.

## Demografía

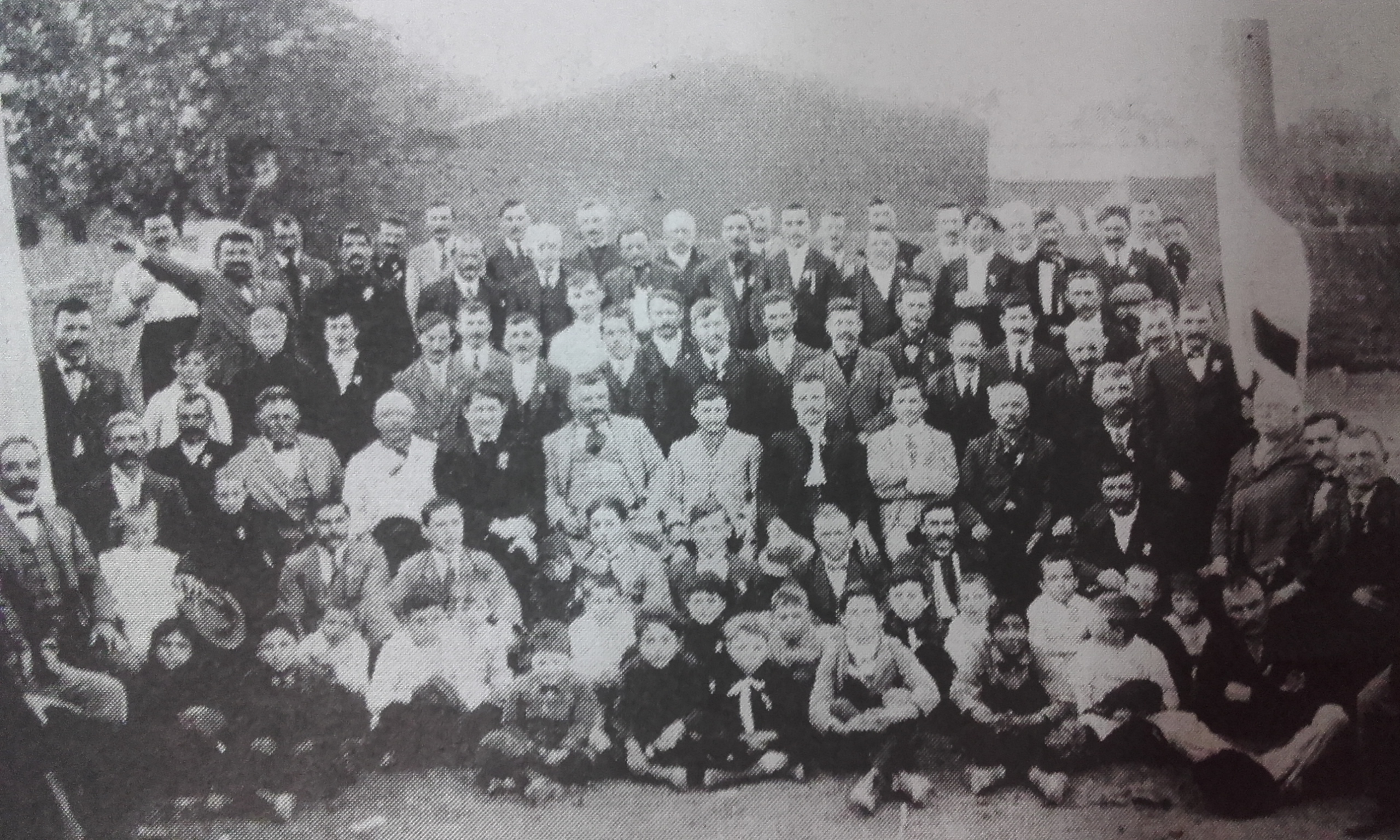
Inmigrantes italianos en Ataliva

Cuenta con 2065 habitantes (Indec, 2010), de los cuales 1068 son varones y 997 son mujeres según el censo Nacional de Población, Hogares y Viviendas 2010, lo que representa un incremento del 4,95 % frente a los 1968 habitantes (Indec, 2001) del censo anterior.
| Gráfica de evolución demográfica de Ataliva entre 1884 y 2010 |
|                                                               |
| Fuente: censos nacionales del INDEC                           |

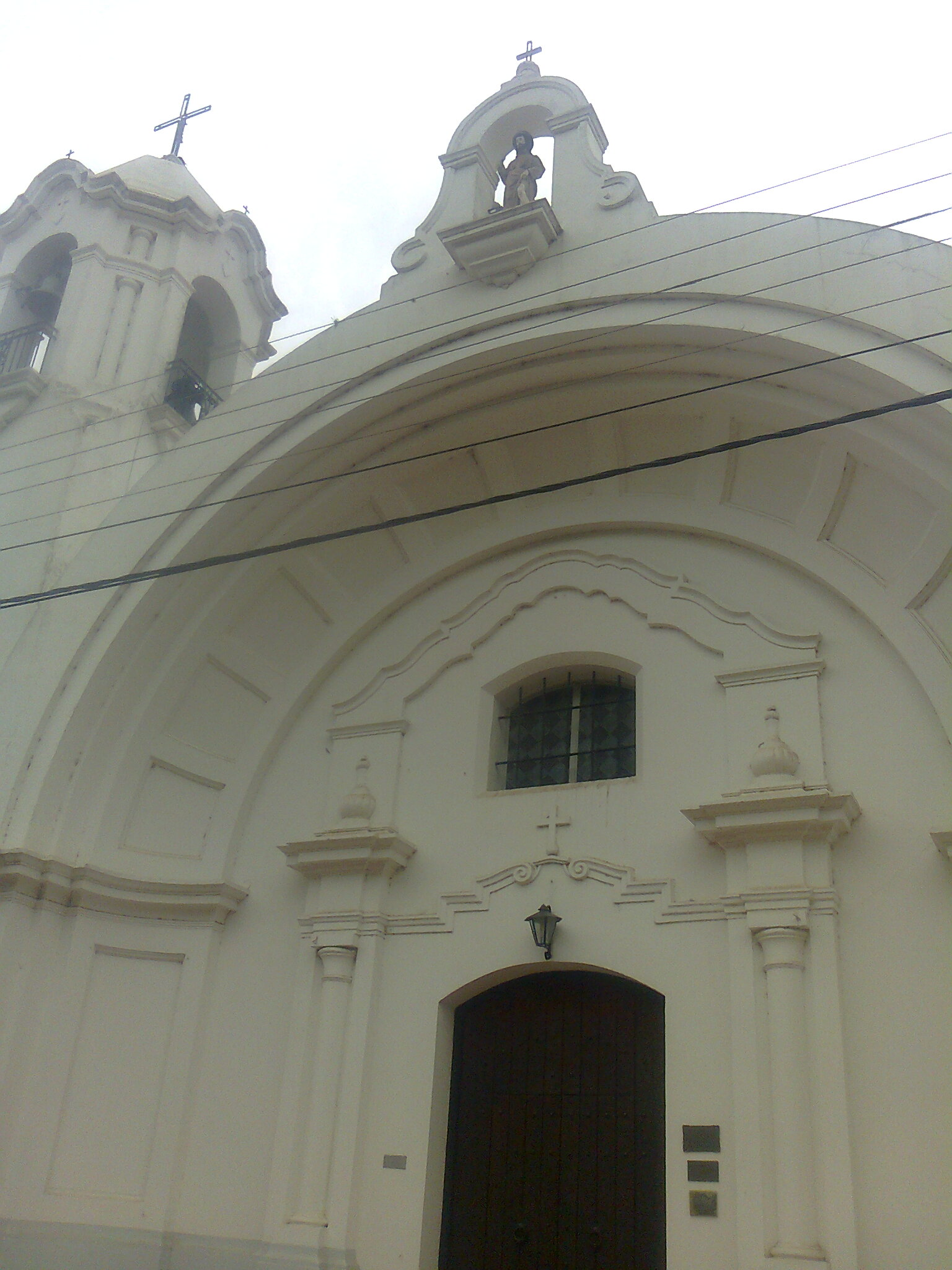
Parroquia San Roque.

En el último censo nacional realizado en octubre de 2010 por el INDEC, en Ataliva se contabilizaron 2 065 habitantes de los cuales las 997 son mujeres y 1068 son varones.
Así mismo, la localidad cuenta con una importante densidad demográfica que asciende a 13, 32;hab/km².
Ataliva, con su alto número de habitantes, se convierte en la décima localidad más poblada del departamento Castellanos después de Santa Clara de Saguier, y antes que Ramona.
La mayoría de los pobladores de Ataliva son criollos y descendientes de Italianos y de españoles, por este motivo actualmente la inmensa mayoría de la población de la localidad está compuesta por argentinos descendientes de italianos y españoles, existiendo también de otras nacionalidades y etnias: como suizos y alemanes. Además, desde hace años Ataliva recibe un importante flujo de migración interna, principalmente del interior de Santa Fe, además de migraciones provenientes de las provincias de Córdoba, de Buenos Aires y de la provincia de Entre Ríos.

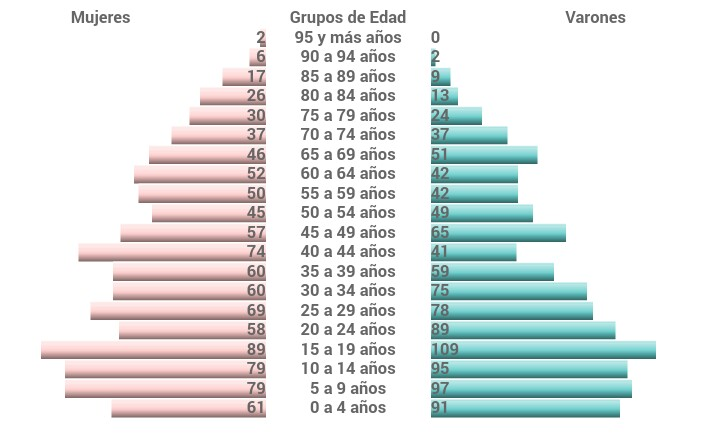
Pirámide poblacional obtenida durante el censo de 2010 del INDEC.

La ciudad recibe un constante flujo de estudiantes provenientes de ciudades limítrofes debido principalmente al instituto secundario IDESA (ya que es una de las pocas escuelas agrotécnicas de la zona), lo que incrementa paulatinamente el total de la población. Ataliva crece constantemente, expandiéndose en especial hacia el sur, hacia el este y noreste.
En la ciudad predomina la población masculina.
La mayor parte de la población atalivenses profesa la religión Católica cuya iglesia es la Parroquia San Roque.

#### Inmigración
Según el censo de 2010 la población extranjera de Ataliva es de 2 habitantes sobre un total de 2.065.
| Población extranjera en Ataliva (2010) | Población extranjera en Ataliva (2010) | Población extranjera en Ataliva (2010) | Población extranjera en Ataliva (2010) |
| Población total                        | Nacidos en Argentina                   | Otros países                           |                                        |
| -------------------------------------- | -------------------------------------- | -------------------------------------- | -------------------------------------- |
| 2.065                                  | 2.063                                  | 2                                      |                                        |
| Sexo                                   |                                        |                                        |                                        |
| Varones                                | Mujeres                                |                                        |                                        |
| 1                                      | 1                                      |                                        |                                        |

## Economía

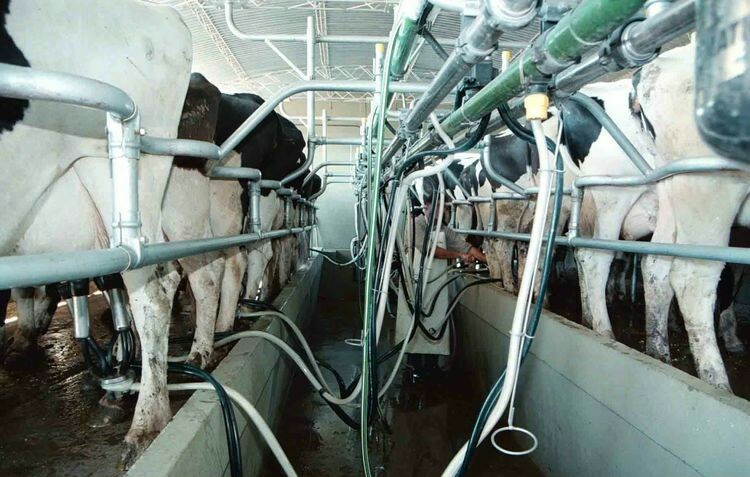
La mayor parte de la población rural se dedica a la actividad tambera.

Ataliva, es una cuenta más en el extenso rosario de colonias agrícolas que surge a fin del siglo pasado y mantiene algunas de las características del resto de las colonias: es desde el comienzo una colonia netamente agrícola, con una población proveniente del proceso de inmigración, básicamente italiana.
"Hoy podemos decir que habitamos la “Cuenca Lechera” más importante del país, por el número de tambos, el número de vacas lecheras y la producción anual de leche."
La actividad tambera es la organizadora de la economía de Ataliva ya que la mayor parte de la población rural se dedica a ella, siendo la agricultura un complemento. Este perfil determinó la instalación de industrias dedicadas al procesamiento de las materias primas provenientes del campo. Paralelamente a la expansión de la producción tambera aparece un nuevo régimen de explotación de la propiedad: el contrato de mediería, que pone al frente de las explotaciones a una familia que realiza las tareas del ordeño, siendo retribuidas con la mitad o con un porcentaje sobre la producción que se obtiene.
La producción de alimentos provenientes de la agricultura y la ganadería vacuna en la región pampeana, es tradicionalmente, uno de los ejes de la economía atalivensa.
La tierras de Ataliva tienen una alta capacidad productiva para uso agrícola, en 2006 fueron declaradas 15577 has. para explotaciones agropecuarias.
En 2006 se registraron 74865 litros obtenidos de leche, representando el 4,66 % en el departamento Castellanos (1605173 litros obtenidos). En ese mismo año se contabilizaron 42 tambos en el Distrito y 4091 has dedicadas al pastoreo de animales para tambo.
En el periodo 2005-2006 la cantidad de colmenares era de 20 produciendo 1000 kg de miel.
- Agricultura: Se caracteriza principalmente el cultivo de soja, maíz, trigo, el sorgo y el girasol.

- Ganadería: se compone por ganado vacuno, porcino, ovino y caprino. El ganado Holando-Argentino para la producción de leche. Relacionados con la actividad ganadera se pueden mencionar la avicultura (pollos y huevos).

- Actividad industrial:  tiene un fuerte vínculo con el sector agropecuario, destacándose la elaboración de alimentos lácteos, producción de miel y frigoríficos.

## Gobierno
Dado el sistema federal de gobierno, en Argentina hay tres órdenes o escalafones: el Nacional, el Provincial y el Comunal. Así, corresponde referirse a los tres poderes en cada uno de estos escalafones. La creación de la Comuna fue el 22 de noviembre de 1892.

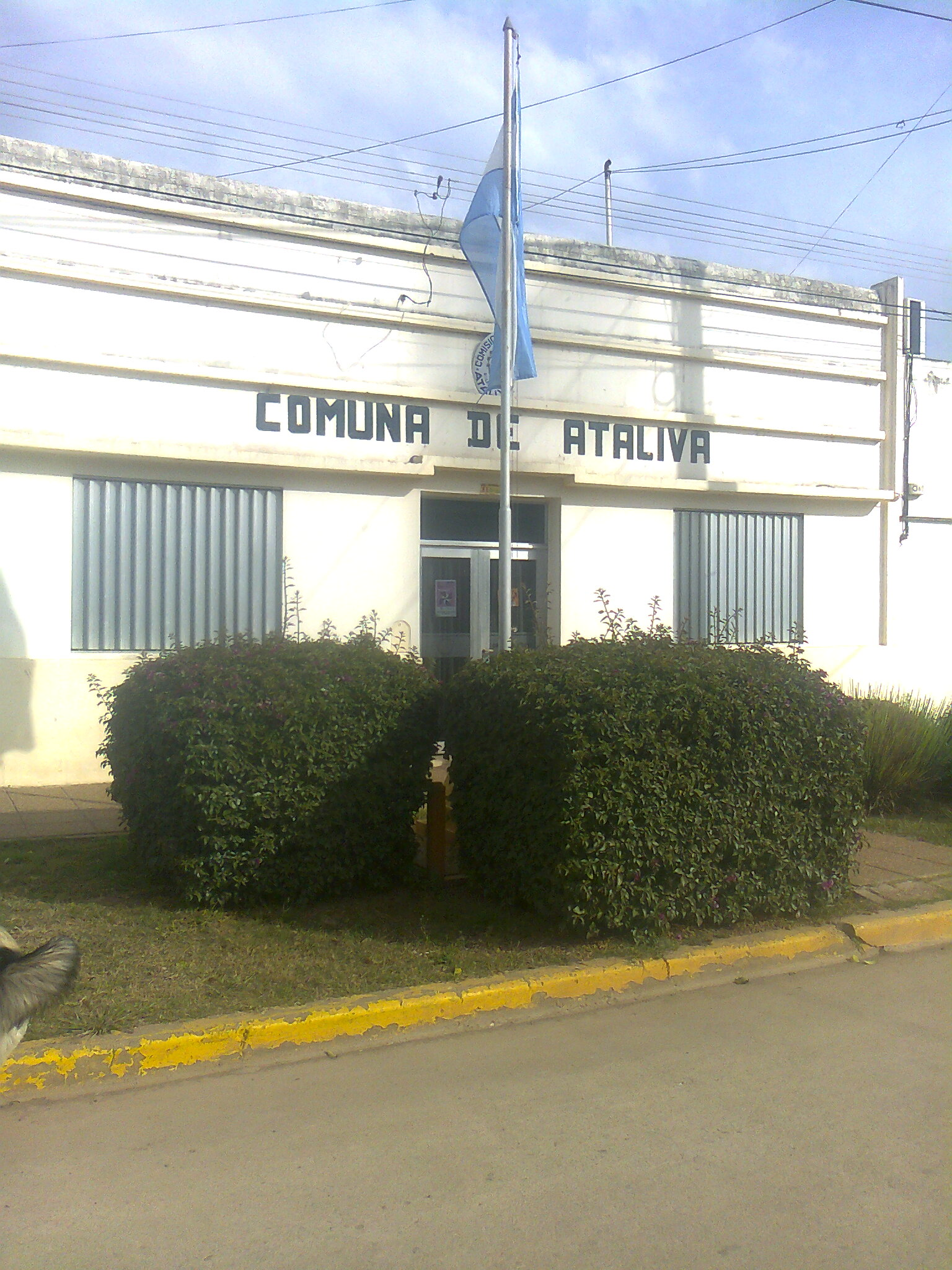
Comuna de Ataliva.

El Poder Ejecutivo en Ataliva, es ejercido por el presidente comunal, elegido por votación popular cada cuatro años. El edificio gubernamental está ubicado en calle Lavalle 34, en el centro de la ciudad. El actual  presidente comunal es el radical Fabio César Sánchez. El mismo ganó las elecciones municipales realizadas el 10 de diciembre de 2013.Y fue reelecto en el 2017 , ahora con Marcelo Bergese como vicepresidente.
Nadal Martinotti fue nombrado «Presidente Comunal de Ataliva» el 26 de diciembre de 1892 durante el gobierno de Juan Manuel Cafferata.
El Poder Legislativo está a cargo de la Comisión Comunal. El órgano reglamenta y sanciona las ordenanzas comunales, que debe poner en práctica el presidente comunal.
El Tribunal de Faltas es el organismo comunal encargado de controlar el cumplimiento de las ordenanzas.
La seguridad urbana está a cargo de la Policía de la provincia de Santa Fe, que depende del gobierno provincial. Defensa Civil, dependiente de la comuna, tiene como función responder ante eventos adversos de orden público, y de ser necesario gestionar la presencia en el lugar de otros organismos como bomberos, Cruz roja, policía o los entes que proveen electricidad, agua o gas. Algunos ejemplos de hechos donde Defensa civil puede estar presente son desastres causados por tormentas, incendios e inundaciones.
La Guardia Urbana Ataliva (GUATA) es un cuerpo civil no armado dependiente de la Comuna. La GUATA tiene como misión consolidar la presencia del estado comunal en la vía pública para promover mejores condiciones de seguridad a través de la prevención, la educación, el control y la estricta aplicación de las normativas comunales.
Además Ataliva cuenta con ocho cámaras de seguridad de alta resolución monitoreadas las 24 horas por personal capacitado al cual se le asignará un número telefónico para casos a los cuales acudirá la policía.

## Salud
En Ataliva 1.950 habitantes cuenta con Obra social, plan de salud privado o mutual.
Centros de salud

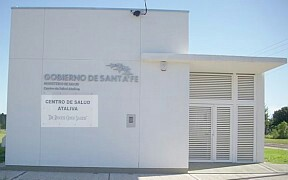
Centro de Atención Primaria de la Salud Dr Roger Ghigi Sager.

Los Centros de Salud están integrados, entre otros, por médicos, pediatras, psicólogos y asistentes sociales, ya que su función no solo es la atención, sino también la ejecución de los diferentes programas de prevención.
CAPS Ataliva (Centro de Atención Primaria de la Salud Dr Roger Ghigi Sager), el presupuesto oficial fue de $862.868,35, el monto de la obra costó $899.998,00, la empresa constructora encargada para la construcción fue CAPAZE S. R. L.
Este centro de salud se encuentra ubicado sobre la Avenida Del Libertador.
Contiene: dos consultorios, odontología, enfermería, farmacia, sala de espera, administración, oficina de personal, baños, depósito y patio.

## Educación
La localidad de Ataliva cuenta con el menor índice de analfabetismo, siendo el 0,29% de los habitantes mayores de 10 años que no saben leer ni escribir, según encuesta realizada en el año 2013.
En la actualidad se está llevando a cabo una jornada de alfabetización en la Biblioteca Popular Sarmiento de Ataliva, promovida por RENATEA.
Ataliva posee un jardín de infantes, tres escuelas primarias y una escuela secundaria.
Jardines de Infantes
La educación inicial corresponde al período entre los 45 días y los 5 años. Los Jardines Maternales se encargan de la educación de menores entre los 45 días y los 2 o 3 años.
- Jardín de Infantes "Mi Sol".[33]

Se encuentra el proyecto de construcción de un jardín materno-infantil en terrenos de la Escuela Nº375 Justo José de Urquiza.
Escuelas primarias
La educación primaria abarca desde los 6 a los 12 años del menor, y es obligatoria en toda la República Argentina. En todas se enseña un segundo idioma, en las de gestión oficial solo desde el 4.º grado (inglés).
- Escuela N.º 199 General José de San Martín (Ataliva Sur).[34][35]
- Escuela N.º 375 Justo José de Urquiza.[Nota 6][36][37]
- Escuela N.º 1370 Dr. Ramos Mejía (Ataliva Norte).[38]

Escuelas secundarias
La educación secundaria está destinada a los menores de entre 13 y 18 años de edad.
- Escuela de Educación Técnica Particular Incorporada N.º 2010 IDESA.[39]

## Infraestructura
La localidad de Ataliva se ubica a la vera de las rutas provinciales n.° 62 y 13, y a 5 km de la Ruta Nacional 34.
| Identificador | denominación                              | Tipo            | Itinerario                                                                                                   |
| ------------- | ----------------------------------------- | --------------- | --- |
| RN 34         | Carretera General Martín Miguel de Güemes | Ruta nacional   | Por Avenida 25 de Mayo: hacia Ruta Provincial 13, Sunchales, Ceres y hacia la ciudad de Santiago del Estero. |
| RP 13         | Gobernador Aldo E. Tessio                 | Ruta provincial | Por Avenida 25 de Mayo: hacia Humberto Primo, Virginia, Constanza, Capivara y hacia San Cristóbal.           |
| RP 62         |                                           | Ruta provincial | Por Avenida 25 de Mayo: hacia Galisteo, Sarmiento y hacia Emilia.                                            |

Servicios de ómnibus en la Terminal de Ómnibus de Ataliva, localizada al centro de la localidad sobre la plaza principal tomando la iniciación de la Avenida hacia el este, vía de entrada con asfalto a la población.
La inauguración se concretó en 1998.
Las empresas que operan con la terminal son cuatro:
• Expreso Ruta 13
• Empresa ETAR
• Empresa Cooperativa TAL
• Transporte LISAN
El servicio de agua corriente es suministrado mediante una planta potabilizadora, inaugurada en 2007, pero el 0,51 % de los hogares tienen acceso a la red pública de agua. En el 2016 fueron colocadas canillas comunitarias en algunos puntos de la ciudad.
El servicio de tendido eléctrico, mantenimiento y reparación de sistemas dañados es efectuado por la Empresa Provincial de la Energía (EPE).
En los hogares el 79.2 % utiliza gas en garrafa para calentarse y cocinar.
La presidenta Cristina Fernández de Kirchner anunció la ejecución de un gasoducto regional que abastecerá a Esperanza, Rafaela, Sunchales y localidades intermedias, entre ellas Ataliva.
El servicio de recolección de residuos está diferenciado para que realice la recuperación de materiales reciclables.
En 2008 se amplía la planta recicladora de residuos eliminando el basural a cielo abierto.
El local de telefonía e internet se encuentra administrada en la Cooperativa Telefónica de Vivienda y otros Servicios Públicos de Ataliva Limitada pudiendo encontrar desde conexiones de Internet inalámbricas de banda ancha pasando por redes de telefonía móvil que abarcan incluso centros de navegación.
El servicio de telefonía fija, es brindado mayoritariamente por Telecom Argentina y en menor medida por Telefónica de Argentina. Estas empresas son las concesionarias del servicio desde la privatización de ENTel, en 1990. El servicio de acceso a Internet por Banda ancha es provisto, entre otros, por Arnet (Cooperativa Telefónica) y Mey.net.
El servicio de correo postal es prestado por Correo Argentino y Oca, aunque sin sucursal en la localidad.

## Religión

### Libertad de culto
Al igual que en todo el país, la libertad de culto del habitante de Ataliva está garantizado por el Artículo 14 de la constitución Nacional, aunque el Estado reconoce un carácter preeminente a la Iglesia católica que cuenta con un estatus jurídico diferenciado respecto al del resto de iglesias y confesiones.

### Principales seguidores
La mayor parte de la población atalivenses profesa la religión Católica cuya iglesia es la Parroquia San Roque. Actualmente el sacerdote de la parroquia es el Padre Alberto Sanchis.
Entre las fechas importantes de Ataliva, además de las nacionales, están el 16 de agosto día de San Roque, patrono de la ciudad.
También es importante la presencia evangélica y la organización religiosa de los testigos de Jehová.

## Heráldica
Con motivo del festejo de los 125 años de vida de la localidad, la Comisión de Cultura Comunal presentó un concurso para la creación de un escudo oficial para la localidad.
Se recibieron 35 diseños, un jurado integrado por miembros de la Comuna evaluó las presentaciones. El viernes a las 10 de la mañana se realizó en el local de la Escuela I. D. E. S. A., la entrega de premios y menciones a los participantes.
Forma: circular partido filiera de sable.
En el primero sobre tapiz de su color u lema toponímico de letras capitales romanas de su color y debajo un lema de fecha de sable.
En el segundo sobre tapiz de gules tres surcos de sinople confluyentes al jefe.
Ornamentos: brochantes de la punta y flancos moviente del flanco siniestro al diestro una espiga de trigo de oro tallo y barbas de sable. El semicírculo superior de la filiera formando los dientes de una rueda dentada, cuatro a la vista
Simbología: se ha representado sus fértiles suelos, su riqueza agraria y la industria metalúrgica en expansión.

## Cultura y vida contemporánea

### Gastronomía

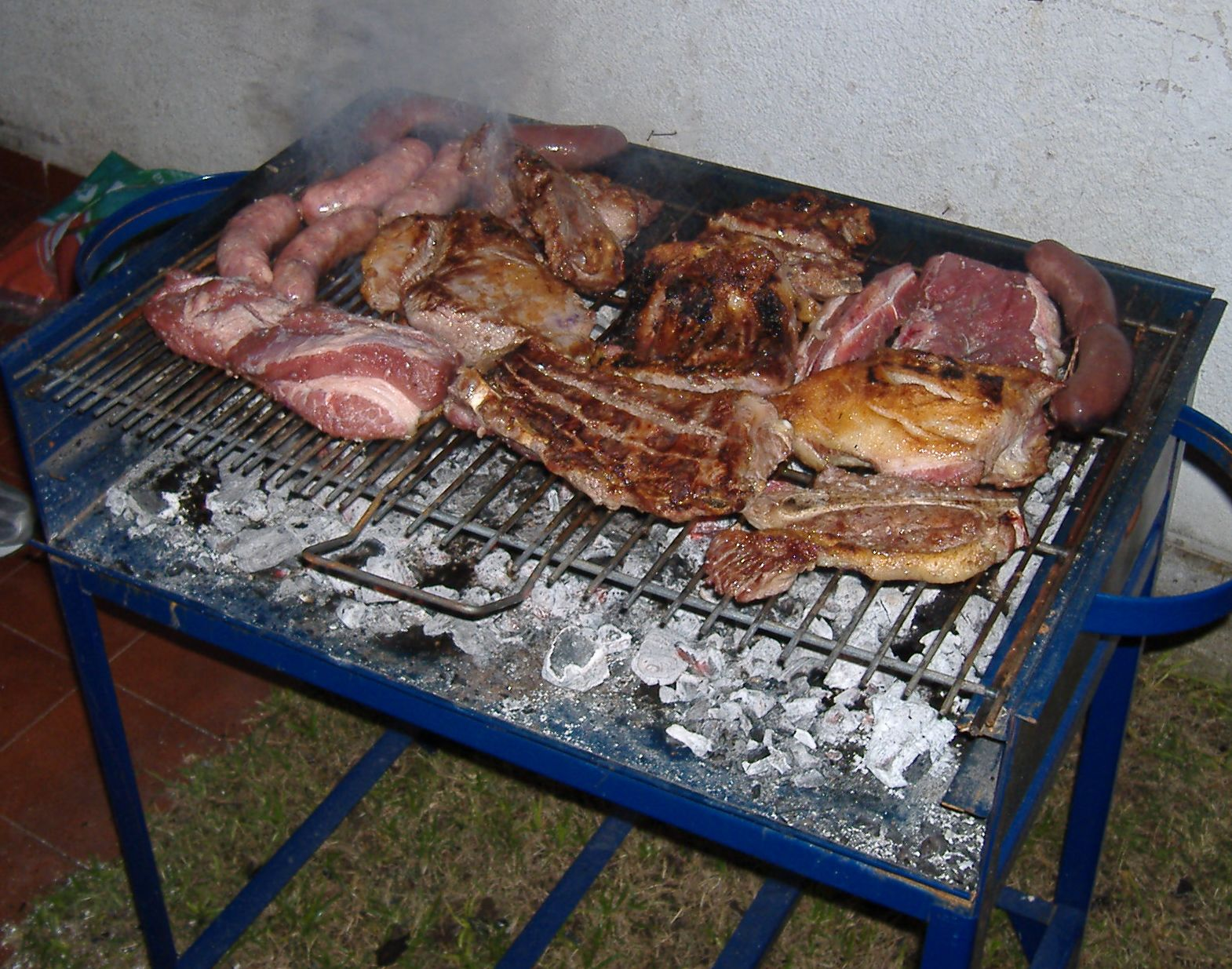
Asado.

La gastronomía de Ataliva, al igual que la de la región Pampeana, se caracteriza y diferencia de las gastronomías del resto de América por dos aportes europeos: el italiano y el español, que constituyen sus características principales, completados por los aportes de etnias aborígenes.
Una de las comidas tradicionales de Ataliva es el chorizo, ya que la localidad es conocida por la fabricación de chorizos artesanales. También son típicos los escabeches.
La dieta de esta zona está basada en carnes rojas, aviares sobre todo en los asados, lácteos y pastas, es decir, una dieta híper proteínica.
A lo mencionado se añaden las milanesas y los escalopes, incluida entre las milanesas una que es invención argentina pese a su nombre, la milanesa a la napolitana.
Compitiendo con los asados, filetes (llamados bifes) y churrascos se encuentran más platos de origen italiano aunque muy adaptados al país y, de hecho, "transformados ya en platos nacionales de los argentinos cualquiera sea su linaje": las pizzas argentinas. Por lo común las pizzas argentinas van cubiertas con salsa de tomate y un queso tipo mozzarella (llamada en Argentina frecuentemente musarela), a esta variante "económica" se le suman las cubiertas con salsa de tomate, queso, anchoas, jamón cocido, aceitunas y pimientos morrones, en ocasiones se le añade huevo.
Sin embargo, las pastas superan a las pizzas en cuanto al nivel de consumo que tienen. Entre las pastas se cuentan principalmente los tallarines, ravioles, ñoquis, canelones, fetuccini y lasañas.
Por ejemplo, es común que las pastas se consuman junto con pan blanco (como el llamado "francés"), lo cual es casi una aberración para los italianos.
También de origen italiano, en este caso del norte de Italia, es otra comida muy común en toda Argentina: la polenta.
Los influjos hispanos no van muy a la zaga: postres como los churros y ensaimadas o los alfajores, o platos como las tortillas (en especial la tortilla de papas), las albóndigas, el mondongo, las torrejas, croquetas y gran parte de los guisos así como los pucheros, son derivados de España.
Las empanadas, aunque típicamente del cono sur, también tienen antigua prosapia española, más exactamente andaluza, y en Andalucía derivaron de las lahmayim y fatay del Cercano Oriente, aunque pueden encontrarse —sin que sean excluyentes— otros orígenes para las empanadas americanas: la empanada gallega y ciertos calzones rellenos.
El influjo teutónico, ha sido mucho menor que el mediterráneo, sin embargo, es muy llamativo en la repostería y confitería. Las llamadas facturas (Krapfen), tienen origen alemán y las medialunas, conocida en gran parte del planeta con el nombre francés de croissant, tiene origen austríaco.

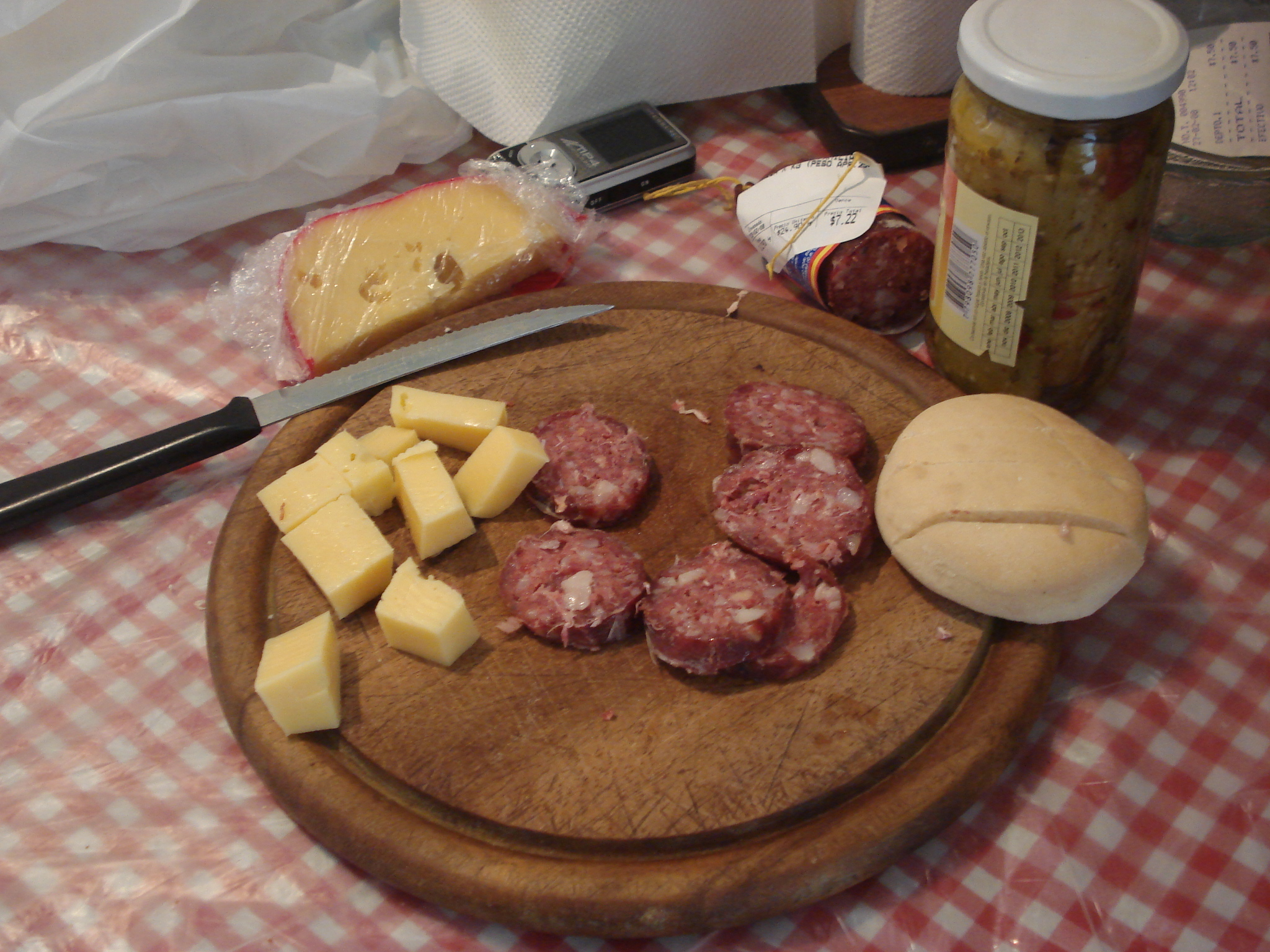
Una clásica picada criolla, con salame, queso y pan.

Otra costumbre de la zona, son las picadas, principalmente de queso cremoso y azul, salame, aceitunas en salmuera, cuadraditos de pizza, milanesa, papas fritas, maníes, entre otros. Los argentinos también son muy aficionados al dulce de leche y a los helados.
Entre las infusiones típicas están en primer lugar el mate y en verano el tereré. También el té, el mate cocido, el café con leche y el té con leche.
Respecto a las bebidas alcohólicas se destaca el consumo de cerveza y como en el resto del país, el vino argentino.
El postre más tradicional y famoso es el "alfajor santafesino", el turrón de avena y los helados, en especial de tipo italiano.

### Deporte

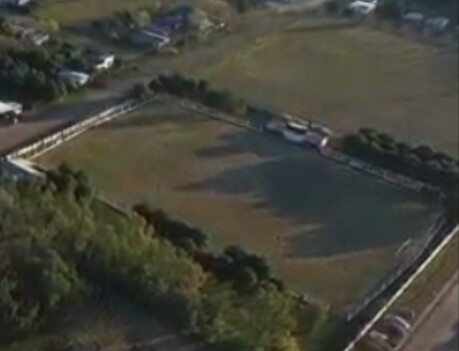
Estadio Independiente de Ataliva.

El deporte más desarrollado en cuanto a infraestructura y público, al igual que en la mayor parte del país, es el fútbol. 
El Club Deportivo Independiente de Ataliva: fundado el 3 de diciembre de 1922. Actualmente disputa el Grupo B de la Liga Rafaelina de Fútbol.

### Entretenimiento y artes escénicas

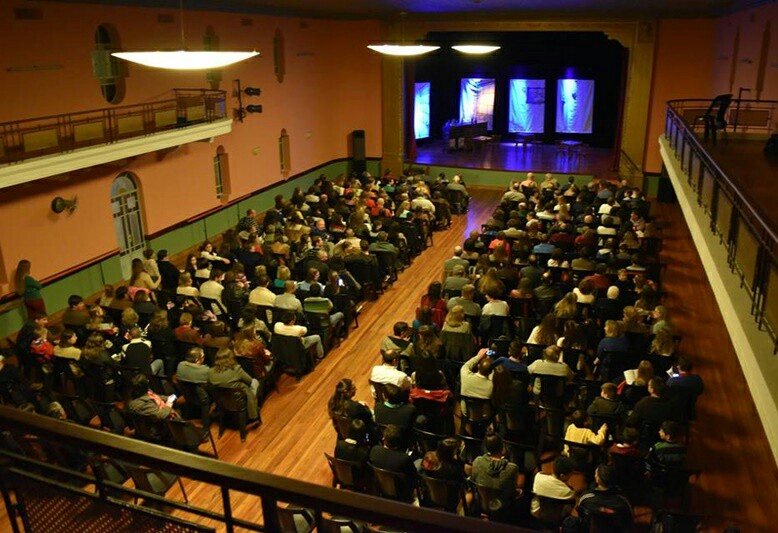
Sala de la Sociedad Italiana.

La localidad de Ataliva goza de un gran número de músicos practicantes y aficionados. Uno de los géneros más populares es la cumbia santafesina, surgido en la Ciudad de Santa Fe, Argentina.
Sus instrumentos principales son: la guitarra, el acordeón o el bandoneón, el bajo, la güira (conocida como güiro), entre otros. Uno de los referentes más importantes es El Súper Fantástico.
Un estilo de música de ritmo movido derivado de ciertas músicas y danzas populares europeas (pasodoble, tarantela) que se comienza a desarrollar en la década de 1940 y a partir de los 90s toma una proyección nacional.
Luego del Festival de Teatro organizado por Rafaela, donde Ataliva fue subsede, se formó un grupo de teatro independiente compuesto por atalivenses, los Ta'lentos presentaron su primera obra "Esta maldita soledad" en el 2016 con la dirección del profesor santafesino Gerardo Croci.
Para obras de teatro o diferentes espectáculos artísticos se utiliza la sala de la Sociedad Italiana.

### Museos
- Museo de Malvinas "Gustavo Miretti": inaugurado en 2007, lleva este nombre en homenaje al excombatiente de Malvinas Gustavo Miretti.[49]

- Museo de la maquinaria: se encuentra en el Paseo del Hermanamiento, en un recorrido al aire libre de todas las máquinas y herramientas que utilizaron los inmigrantes al llegar a estas tierras.

La Comisión de Fomento proyecta establecer en ese ámbito un Museo Histórico de la población y destinarla además a Casa de la Cultura.

### Bibliotecas
Biblioteca Popular Domingo Faustino Sarmiento fundada en el año 1920, su local se encuentra en la calle Alem 10.

### Literatura
En la literatura atalivensa se destacan Liliana Dardati de Visconti, Chela Roldán de Lamberti y Ester Andrade.

### Medios de comunicación
Las principales emisoras de televisión abierta son: en VHF Canal 2 - América (LS86), Canal 7 - TV Pública, del Estado Nacional (LS82), Canal 9 (LS83), Canal 11 - Telefe - Televisión Federal S.A. (TELEFE, LS84), Canal 13 - El Trece.
Operadores de televisión por cable
- Red Intercable

- DirecTv

- Dibox

Programas atalivenses
En el año 1991 comienza Canal 2 de Ataliva, con jóvenes de la localidad, por término de tres años. Este canal ya no existe.
Actualmente los programas de televisión se emiten en Canal 4 de la ciudad de Sunchales.
- Ataliva y su gente

Radios
| MHz     | Nombre de la radio FM |
| ------- | --------------------- |
| FM 96.1 | Aries                 |
| FM 93.1 | Impácto               |

Medios gráficos
Medio de información que llega a nuestra localidad una vez por semana incluido dentro del diario “Castellanos”, la dirección y diagramación en la actualidad está a cargo de Domingo Abel Bongianino imprimiendo en éste todo el acontecer local y de localidades vecinas como Humberto Primo, Sunchales, Rafaela, entre otras. También llegan todos los diarios de tirada nacional.

### Turismo
Es una localidad que invita a ser recorrida, mostrando al visitante su progreso edilicio y una urbanización que se moderniza constantemente, caracterizada por sus bellos paseos.
Caminar por la Plaza 25 de Mayo, visitar los monumentos y edificios emblemáticos es el punto de inicio ideal para cualquier paseo a pie por el centro.
Sitios de interés

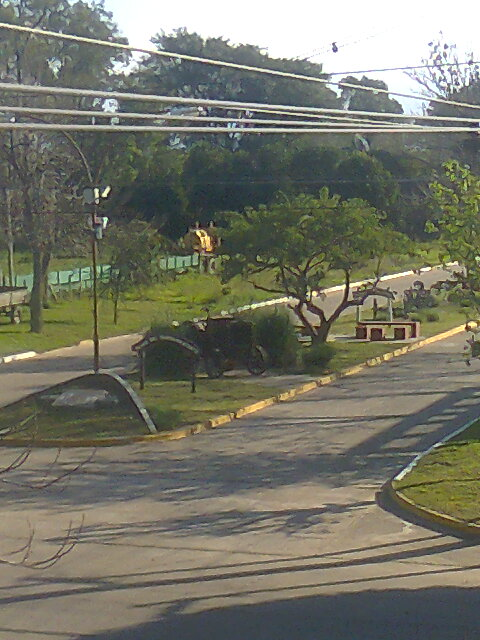
Vista del Paseo del Hermanamiento.

- Plaza 25 de mayo:  en el centro de nuestra ciudad encontramos la plaza principal "25 de Mayo" esta plaza de 40000 m² tiene en su centro un escenario de grandes dimensiones para todo tipo de actos, pérgolas, una gran vegetación de árboles, iluminación central y diseminada por toda la plaza no dejando por las noches bolsones de oscuridad. Además cuenta con una gran cantidad de juegos infantiles y monumentos. Esta plaza es muy transitada a diario ya que es el paso obligado dada su ubicación y muy concurrida en horarios no laborables por gente de todas las edades: algunos para matear y escuchar música, otros la utilizan para ejercitarse, fundamentalmente para caminatas, es un muy bonito y emblemático lugar de encuentros. Además se utiliza para todo tipo de eventos populares como encuentros de artesanos, festivales musicales, jornadas de juegos infantiles y otros organizados por diferentes entidades. También la plaza es llamada "La Plaza de los Pájaros" por haber distintas especies de pájaros de la región. Está delimitada por las calles 20 de junio y Belgrano al norte, por las calles San Martín y Maipú al este, al sur por las calles Rivadavia y Moreno y al oeste por las calles Sarmiento y San Juan.[58]
- Parque "Forestar es dar Vida": es un parque ubicado cerca de la Ruta Provincial N°13; hay una diversa cantidad de árboles de todas las especies.
- Pesca: al norte de la ciudad se encuentra una laguna pequeña y un canal que comienza en Sunchales pasando por Ataliva.
- Paseo del hermanamiento: sobre la Avenida Independencia, inaugurada en el año 2010 con motivo de los 10 años del hermanamiento entre Ataliva y Pancalieri.[59]
- Cabaña "La Luisa": de la familia Miretti, ubicado en la zona rural de Ataliva, se destaca por la crianza del Holando Argentino.[60]
- Tambo Modelo del Instituto Secundario y Agrotécnico I. D. E. S. A.: se encuentra ubicado en la zona rural de Ataliva.
- Fábrica de Embutidos Ataliva: situado sobre la Avenida 25 de mayo, se puede observar la elaboración de los chorizos artesanales que representan a la localidad.
- Sociedad Italiana: ubicada sobre la calle San Juan frente a la plaza y orientada hacia el este, zona urbana de Ataliva, fundada el 1 de junio de 1913.[61]
- Parroquia San Roque: es un templo religioso de culto católico y bajo la advocación de San Roque, ubicada sobre la calle M. Moreno en frente de la Plaza 25 de Mayo.

Fiestas locales y encuentros

| Fecha        | Nombre                                      | Características                                                                   |
| ------------ | ------------------------------------------- | --------------------------------------------------------------------------------- |
| Enero        | Fiesta Nacional del Chorizo Artesanal.      | Se desarrolla anualmente durante la primera quincena de enero. Se inició en 1986. |
| Enero        | Fabulosos carnavales atalivenses.           |                                                                                   |
| Abril        | Peña Folklórica “Pole Arró".                | Anual. Comenzó en 2011.                                                           |
| Junio        | Fiesta de la mamona al horno.               | Anual.                                                                            |
| Julio        | Festival de Teatro de Rafaela.              | Ataliva es sub-sede junto con otras localidades.                                  |
| 16 de agosto | San Roque. (Patrono del pueblo).            | Feriado local. Procesión y festejos del culto católico.                           |
| Septiembre   | Ataliva Rock.                               | Se desarrolla en la Plaza 25 de Mayo.                                             |
| Noviembre    | Feria Pre-Navideña y Feria Artesanal.       | Exposición de artesanías de las diferentes regiones. Inició en 2009.              |
| Noviembre    | Encuentro de Danzas Folclóricas Argentinas. | Anual. Inició en 2010.                                                            |

Monumentos
| Monumento                  | Inauguración | Características | Imagen |
| -------------------------- | ------------ | --- | ------ |
| Sociedad Italiana          | 1928         | El valor arquitectónico y patrimonial del edificio ha sido valorado de tal manera que fue declarado como "Monumento Histórico Provincial". En julio del año 2009 se recibe la ordenanza n.º 560 de la Comuna Local declarando al Edificio de la Sede Social "Monumento Histórico de Ataliva". |        |
| Monumento al Centenario    | 1984         | Construido con motivo de los cien años de la localidad. |        |
| Monolito del Hermanamiento | 2002         | Inaugurado con motivo al hermanamiento entre Ataliva y Pancalieri. |        |
| Monumento al Hermanamiento | 2012         | Inaugurado cuando se cumplieron los diez años del hermanamiento. |        |
| Monumento a la Madre       | 1962         | Ubicado en el este de la Plaza 25 de mayo. |        |

## Ciudades hermanas
| País   | Ciudad     | Año del acuerdo |
| Italia | Pancalieri | 2002            |

## Parroquias de la Iglesia católica en Ataliva
| Diócesis  | Rafaela   |
| --------- | --------- |
| Parroquia | San Roque |

## Personas destacadas
- Chela Roldán de Lamberti, escritora.
- Danilo Javier Tosello, exfutbolista y actual entrenador de fútbol.
- Rosana Schiavi, Soprano.